# 18. Oktober
Der 18. Oktober ist der 291. Tag des gregorianischen Kalenders (der 292. in Schaltjahren), somit verbleiben 74 Tage bis zum Jahresende.

## Ereignisse

### Politik und Weltgeschehen
- 1016: In der Schlacht von Assandun unterliegt der angelsächsische König Edmund II. einem dänischen Heer unter Knut dem Großen. Im folgenden Friedensschluss erhält Knut alle angelsächsischen Territorien – bis auf Wessex – und begründet so sein Nordseereich.
- 1081: In einer Schlacht bei Durrës (im heutigen Albanien) siegen die Normannen unter Robert Guiskard über die Byzantiner unter Kaiser Alexios Komnenos.
- 1244: Das verbündete Heer der Kreuzfahrerstaaten und der muslimischen Fürsten Syriens erleidet in der Schlacht von La Forbie nahe Gaza eine vernichtende Niederlage gegen ein um Choresmier verstärktes Ayyubidenheer.
- 1519: Der spanische Konquistador Hernán Cortés lässt in der aztekischen Stadt Cholula de Rivadavia mehrere hundert Einwohner massakrieren.
- 1534: Die Affaire des Placards beendet die eher versöhnliche Religionspolitik von König Franz I. in Frankreich gegenüber lutherischen Protestanten. In Paris und vier weiteren Städten hängen am Morgen gegen die katholische Auffassung der Eucharistie gerichtete Plakate.
- 1631: Die Schweden unter König Gustav II. Adolf erobern im Dreißigjährigen Krieg Würzburg und seine Festung Marienberg.
- 1660: Die Stände huldigen dem dänisch-norwegischen König Friedrich III., der nach einem Reichstagsbeschluss nunmehr eine vererbbare absolutistische Herrschaft ausüben darf.

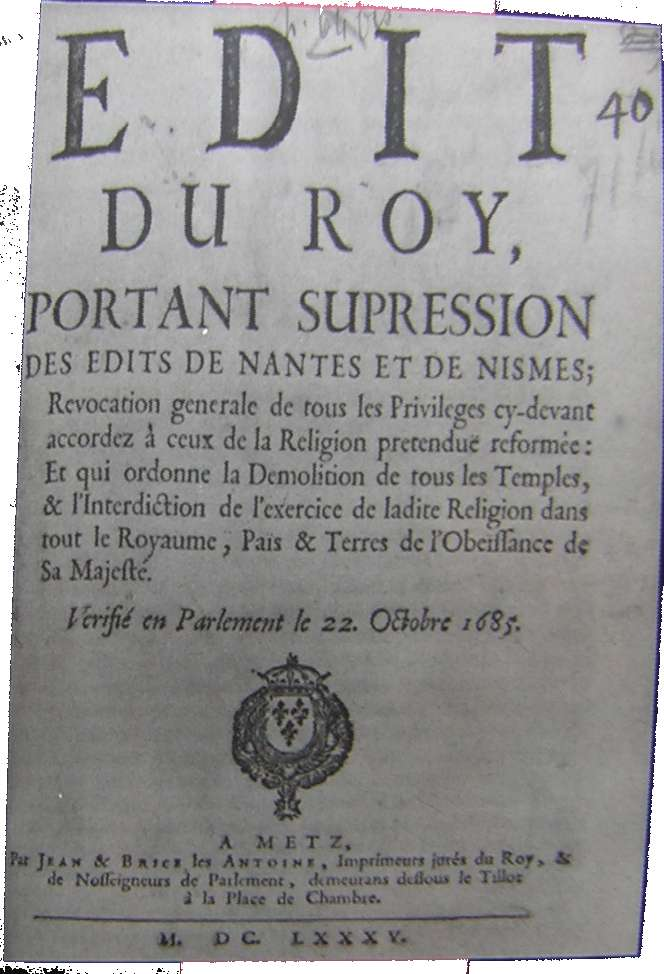
1685: Bekanntmachung des Ediktes von Fontainebleau

- 1685: Ludwig XIV. widerruft mit dem Edikt von Fontainebleau das Edikt von Nantes. Der Katholizismus wird wieder Staatsreligion in Frankreich und die Ausübung des Protestantismus wird unter Strafe gestellt. Dies führt zur Massenflucht der Hugenotten.
- 1735: Zehn Tage nach dem Tod seines Vaters Yongzheng wird Hongli, dessen über 60-jährige Herrschaft als Blütezeit der Qing-Dynastie gilt, Kaiser von China.
- 1748: Mit dem Zweiten Aachener Friede wird der Österreichische Erbfolgekrieg beendet und der Vorkriegsstatus weitgehend wiederhergestellt. Österreich muss jedoch auf einige Gebiete in Italien verzichten, während Preußen Schlesien behält. Dafür wird die Pragmatische Sanktion allgemein anerkannt.
- 1781: In der Schlacht von Yorktown im Amerikanischen Unabhängigkeitskrieg beschließen die Briten unter Charles Cornwallis zu kapitulieren und begeben sich anderntags in Gefangenschaft.
- 1813: Bei der Entscheidungsschlacht der Völkerschlacht bei Leipzig können Napoléons Truppen der Übermacht der Verbündeten nicht mehr standhalten. Sie ziehen sich in die Stadt zurück, die sie am Folgetag unter Verlusten räumen müssen.
- 1816: Die Konstitutionsergänzungsakte, Verfassung der Freien Stadt Frankfurt, wird in einer feierlichen Bürgerversammlung auf dem Römerberg beschworen. Der 18. Oktober bleibt bis zum Ende der Freien Stadt 1866 Frankfurter Nationalfeiertag.

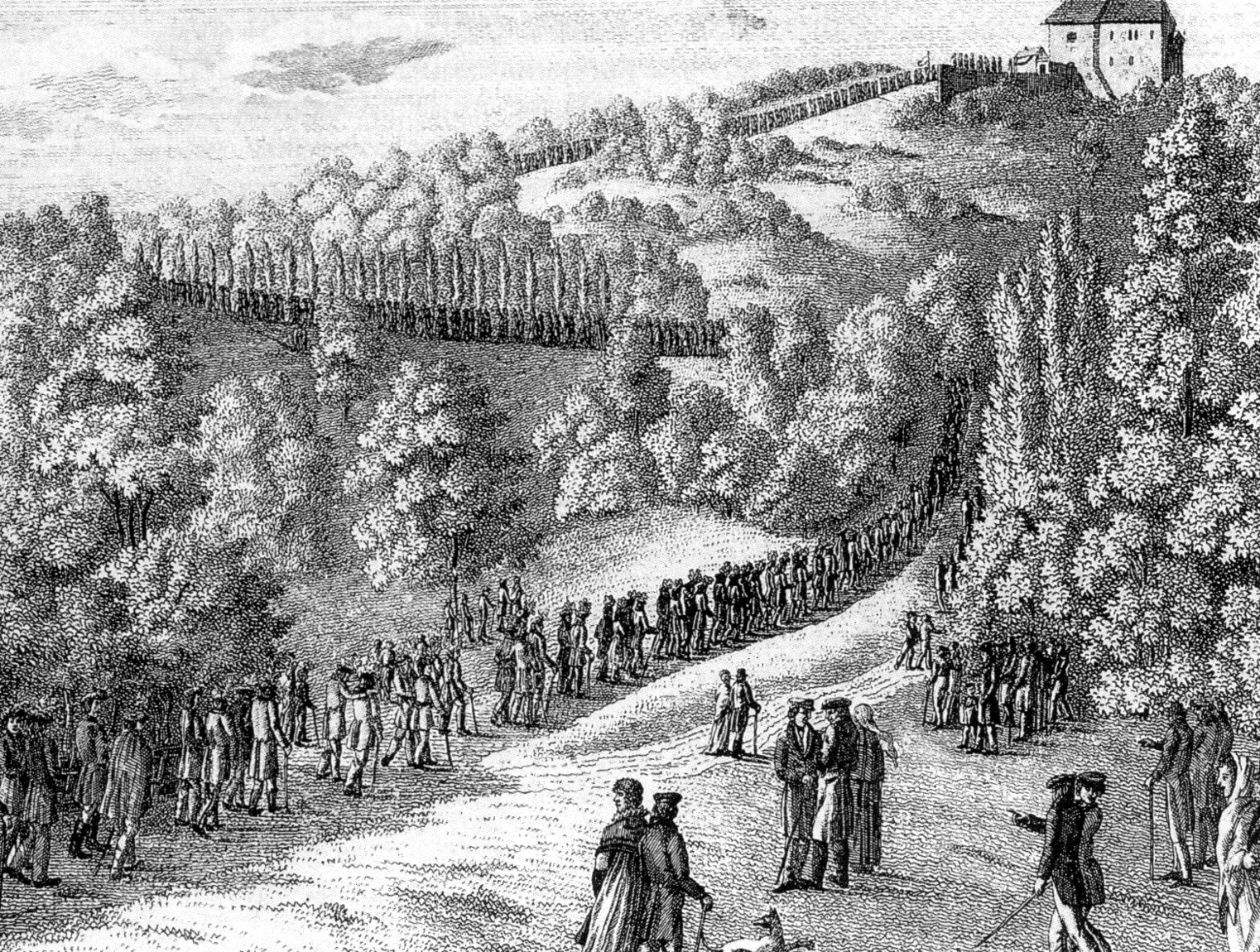
1817: Zug der Studenten auf die Wartburg

- 1817: Etwa 500 studentische Vertreter deutscher Universitäten treffen sich aus Protest gegen das ihrer Ansicht nach reaktionäre politische System zum Wartburgfest in Eisenach.
- 1818: In Jena erfolgt die Gründung der Allgemeinen Deutschen Burschenschaft als Vertretung der Studenten aus 14 deutschen Hochschulen.
- 1860: Die Pekinger Konvention beendet den Zweiten Opiumkrieg. Das unterlegene China muss den Hafen Tianjin für den Seehandel öffnen und Reparationszahlungen leisten. Gleichzeitig beginnen die Siegermächte Großbritannien und Frankreich als „Vergeltungsmaßnahme“ mit der systematischen Zerstörung des Alten und des Neuen Sommerpalastes in Peking.
- 1861: Wilhelm I. krönt sich selbst in Königsberg zum König von Preußen.

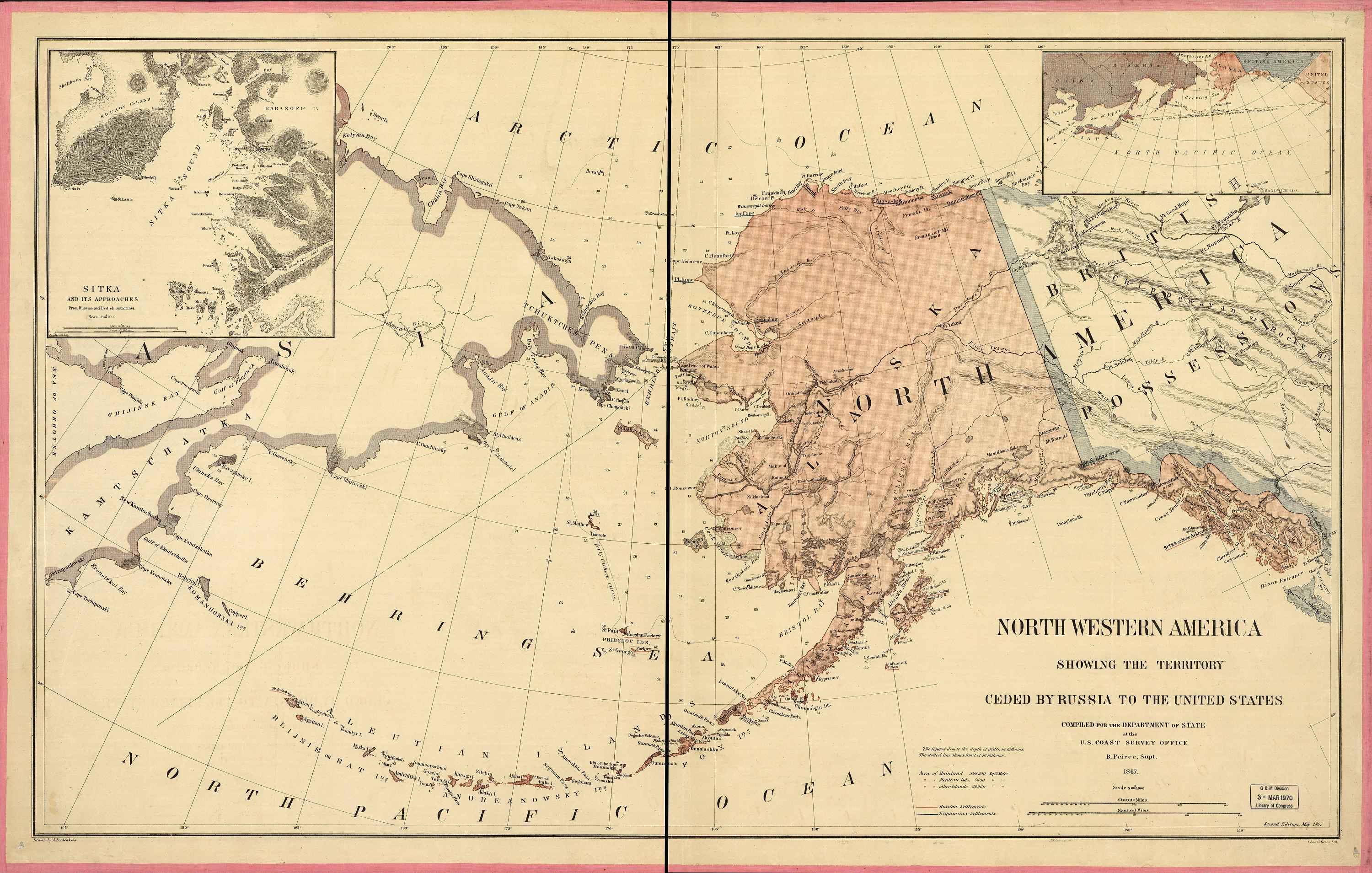
1867: Department of Alaska

- 1867: In einer feierlichen Zeremonie übergeben in Sitka Vertreter des russischen Zaren Alexander II. und der Russisch-Amerikanischen Kompagnie das im Alaska-Purchase verkaufte Alaska an die USA, die es als Department of Alaska in das Staatsgebiet eingliedern. Zusätzlich wird die Datumsgrenze nach Westen verschoben, um die zu Alaska gehörenden Aleuten in die gleiche Zeitzone integrieren zu können.
- 1870: In der Schlacht bei Châteaudun im Deutsch-Französischen Krieg setzen sich die Deutschen im Häuserkampf durch und besiegen Truppenteile der französischen Loirearmee.
- 1890: Curt von François, Offizier der Schutztruppe in Deutsch-Südwestafrika, legt den Grundstein für die Stadt Windhoek, die in der Folge Otjimbingwe als Hauptstadt der deutschen Kolonie ablösen wird.
- 1907: Die Zweite Haager Friedenskonferenz endet mit dem Beschluss der Haager Konvention IV mit der Haager Landkriegsordnung als Anhang.
- 1910: Nach der Misshandlung eines Stammesangehörigen beginnt auf der Insel Pohnpei in Deutsch-Neuguinea der Aufstand der Sokehs gegen die deutsche Kolonialherrschaft.
- 1912: Der Italienisch-Türkische Krieg endet. Bei den Friedensverhandlungen in Lausanne muss das Osmanische Reich Tripolis endgültig an Italien abtreten.
- 1915: Im Ersten Weltkrieg beginnt die Dritte Isonzoschlacht im Gebirgskrieg zwischen Italien und Österreich-Ungarn.
- 1941: Heinrich Himmler untersagt in einem Erlass mit Wirkung vom 23. Oktober allen Juden die Genehmigung zur Auswanderung.
- 1944: Der erste schwere Luftangriff auf die Stadt Bonn verwüstet die Innenstadt vollständig.
- 1944: Die seit 1. August zur Täuschung der Deutschen im Zweiten Weltkrieg nur mehr auf dem Papier fortbestehende 1. US-Heeresgruppe wird offiziell aufgelöst.
- 1945: In Venezuela stürzt ein Bündnis aus zivilen und militärischen Kräften die Regierung von Isaías Medina Angarita und gründet die Junta Revolucionaria de Gobierno, die unter dem Vorsitz von Rómulo Betancourt für die nächsten zwei Jahre das Land regiert.
- 1977: Deutscher Herbst:
  - Operation Feuerzauber: Um 0:05 Uhr MEZ stürmt in Mogadischu die GSG 9-Einheit des Bundesgrenzschutzes das entführte Lufthansa-Flugzeug Landshut und befreit 86 Geiseln.
  - Todesnacht von Stammheim: Als die in der ustizvollzugsanstalt Stuttgart-Stammheim inhaftierten Andreas Baader, Gudrun Ensslin und Jan-Carl Raspe davon aus dem Radio erfahren, begehen sie Selbstmord. Das Vollzugspersonal findet sie gegen 7:45 Uhr.
  - Schleyer-Entführung: Der am 5. September von der Rote-Armee-Fraktion entführte Hanns Martin Schleyer wird daraufhin noch am selben Tag nach 43 Tagen Geiselhaft von seinen Entführern erschossen.
- 1983: Massaker von Pantasma: In Nicaragua ermorden CONTRA-Terroristen bei einem Überfall auf eine Landwirtschaftskooperative 47 Männer, Frauen und Kinder.
- 1989: Egon Krenz löst Erich Honecker als Staats- und Parteichef der DDR ab, nachdem dieser „aus gesundheitlichen Gründen“ von seinen Ämtern zurückgetreten ist. In seiner Antrittsrede prägt er den Begriff Wende.
- 1991: Aserbaidschan erklärt gegenüber der Sowjetunion seine staatliche Unabhängigkeit.
- 2005: Otto Schily eröffnet als Alterspräsident die konstituierende Sitzung des 16. Deutschen Bundestages.

### Wirtschaft
- 1854: In Bremen wird das erste deutsche Seemannsheim eröffnet.
- 1958: Tunesien führt als Landeswährung den – nicht konvertiblen – Dinar ein.
- 1968: Kernenergie in den Niederlanden: das Kernkraftwerk Dodewaard geht als erstes kommerzielles Kernkraftwerk der Niederlande ans Netz.

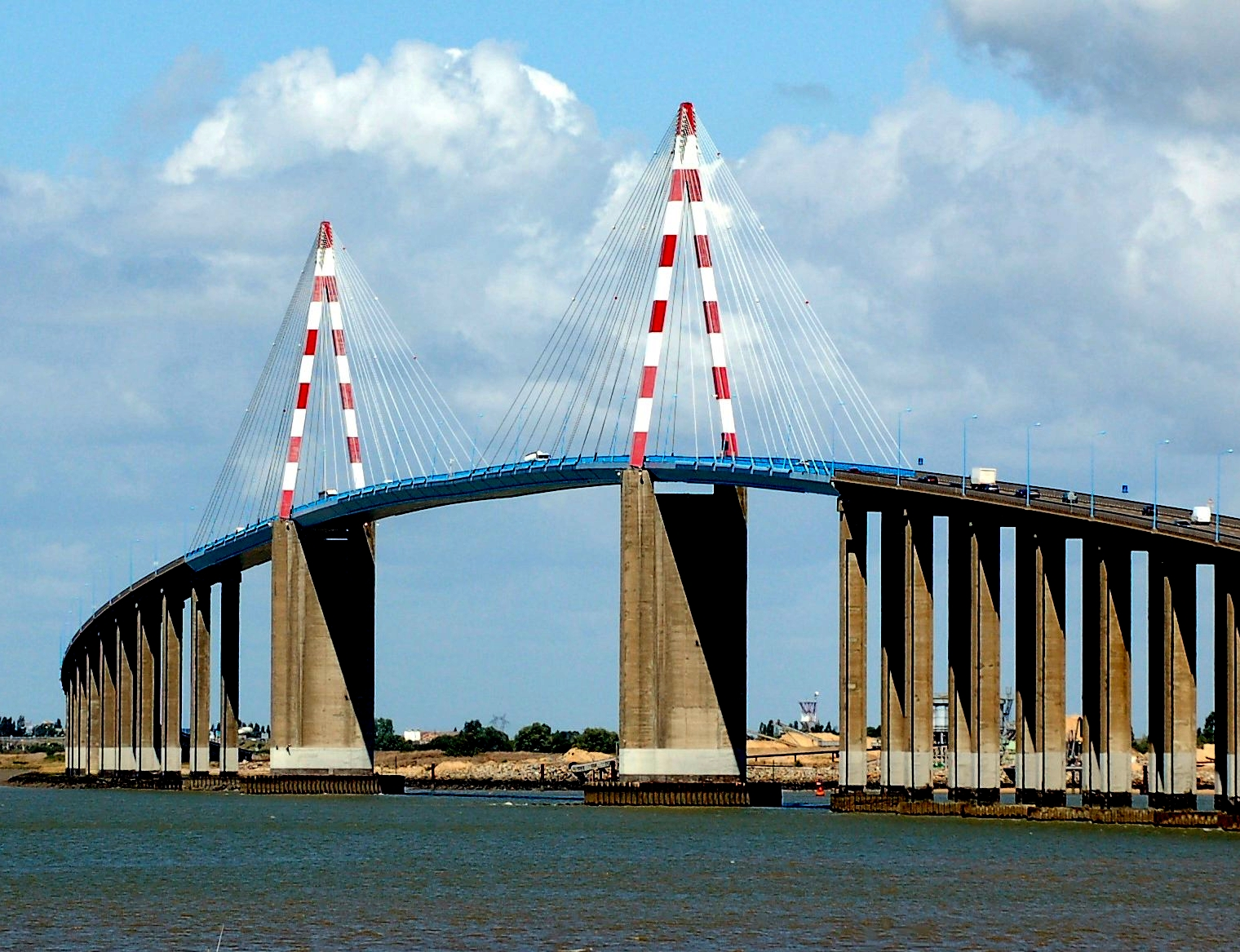
1975: Saint-Nazaire-Brücke

- 1975: An der Westküste Frankreichs wird die Saint-Nazaire-Brücke für den Straßenverkehr freigegeben. Die Schrägseilbrücke verfügt über eine der weltweit größten Stützweiten.
- 2001: Der kommerziell genutzte Erdbeobachtungssatellit QuickBird wird von der Vandenberg Air Force Base aus in den Orbit gestartet.
- 2006: Der Dow Jones überspringt mit 12.049 Punkten erstmals in seiner 110-jährigen Geschichte die 12.000-Punkte-Marke.

### Wissenschaft und Technik

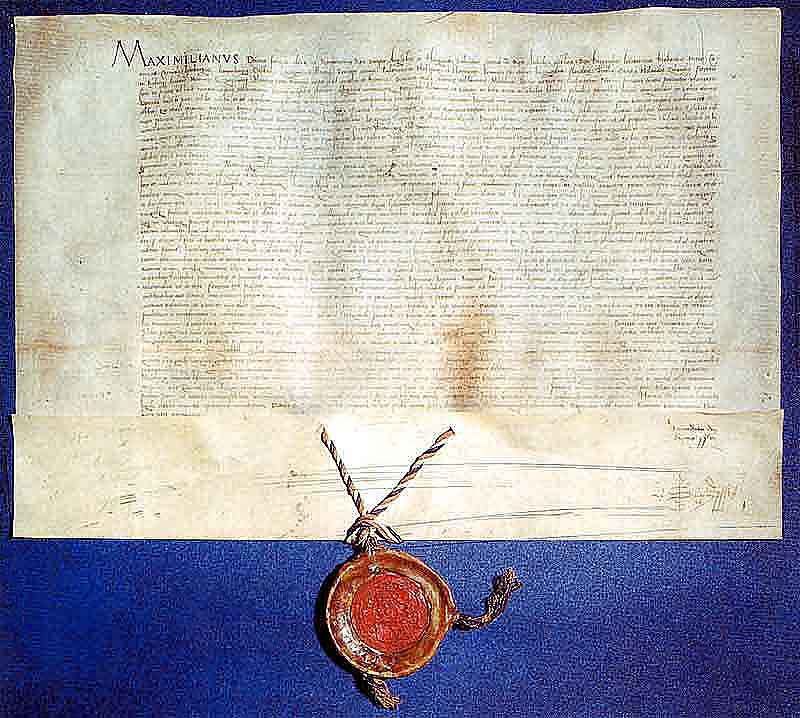
1502: Die Gründungsurkunde der Universität Wittenberg

- 1386: Die Universität Heidelberg beginnt den Lehrbetrieb.
- 1502: Die Universität Wittenberg wird gegründet.
- 1619: In Ulm findet ein wissenschaftliches Kolloquium zur Frage statt, ob Kometen wunderbare Zeichen Gottes über Unheil oder natürliche Erscheinungen sind.
- 1817: Giovanni Battista Belzoni gelangt in das Grab KV17 des Pharaos Sethos I. und findet Indizien, die auf Jahrhunderte zuvor eingedrungene Grabräuber hindeuten.
- 1818: Die Alte Universität Duisburg wird aufgelöst, dafür wird die Universität Bonn gegründet.
- 1914: Gründungsrektor Richard Wachsmuth teilt Kaiser Wilhelm II. mit, dass die Universität Frankfurt am Main in aller Stille ihre Arbeit begonnen habe. Eine geplante feierliche Eröffnung der Stiftungshochschule mit dem Staatsoberhaupt fällt an diesem Tag wegen des Ersten Weltkriegs aus.
- 1967: Der sowjetischen Sonde Venera 4 gelingt zum ersten Mal ein Blick unter die Wolkendecke der Venus.
- 1984: Der Langstreckenbomber Rockwell B-1 der United States Air Force absolviert seinen Erstflug.

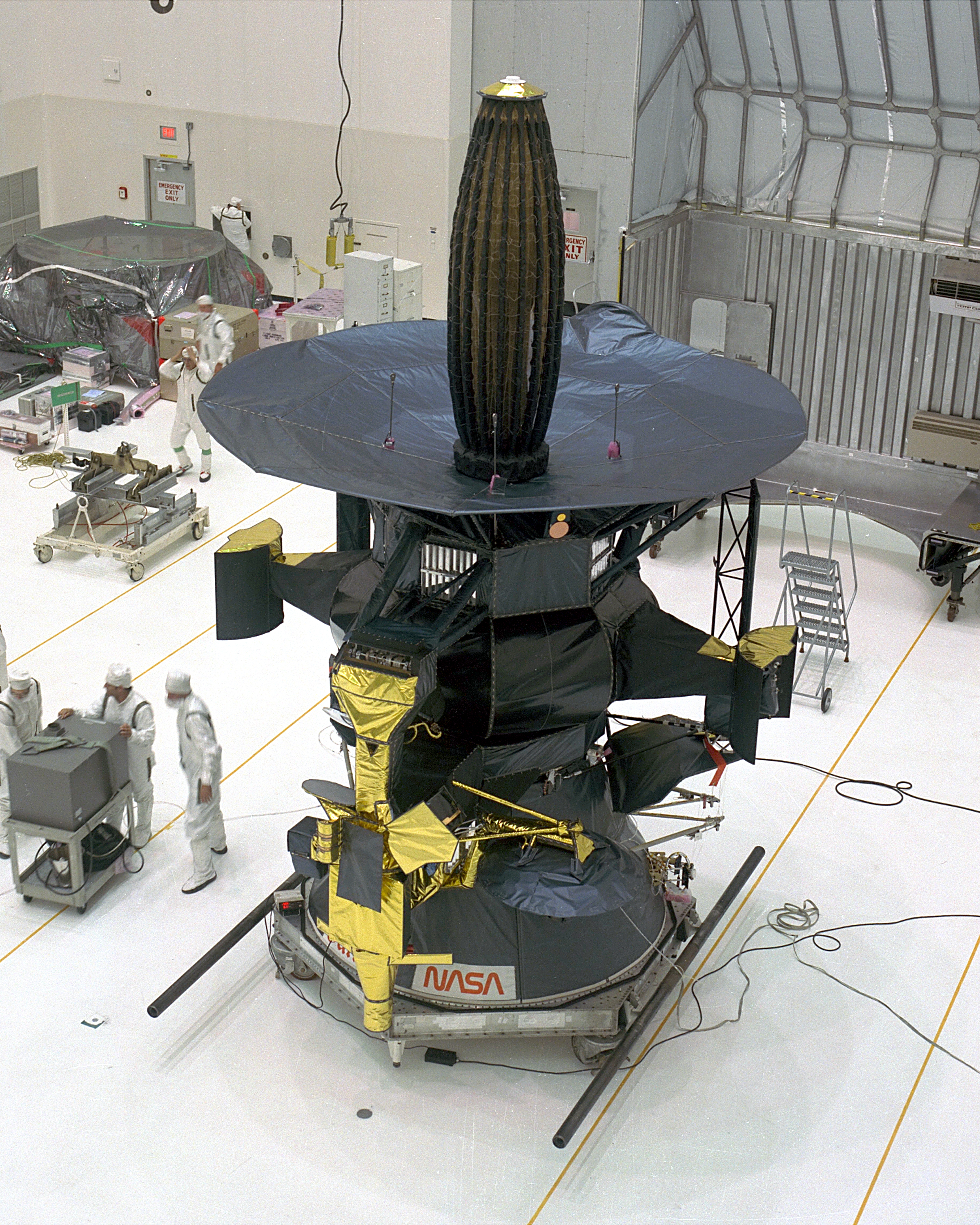
1989: Galileo wird für den Start vorbereitet

- 1989: Die Raumsonde Galileo startet ihren Flug zum Jupiter.
- 1995: Die Stromnetze Tschechiens, Ungarns, Polens und der Slowakei werden mit den westeuropäischen UCTE-Verbundnetz synchronisiert.
- 1995: OpenBSD1.1, die erste Ausgabe des Open-Source-Betriebssystems OpenBSD, wird freigegeben.

### Kultur
- 1752: Die Uraufführung des Intermezzos Le devin du village (Der Dorfwahrsager) von Jean-Jacques Rousseau im Schloss Fontainebleau ist ein großer Erfolg und verschafft der französischen Opéra comique gesellschaftliches Ansehen.
- 1830: Der Grundstein für den Bau der Walhalla wird gelegt.
- 1834: Gaetano Donizettis lyrische Tragödie (Oper) Maria Stuarda hat unter dem Namen Buondelmonte am Teatro alla Scala eine völlig glanzlose Uraufführung. Die Zensur hat den Originaltext mit einem Verbot belegt, weil Königin Maria Christina von Neapel-Sizilien bei der Generalprobe im September vor Ergriffenheit in Ohnmacht gefallen ist.
- 1842: Die Walhalla bei Donaustauf wird eingeweiht.

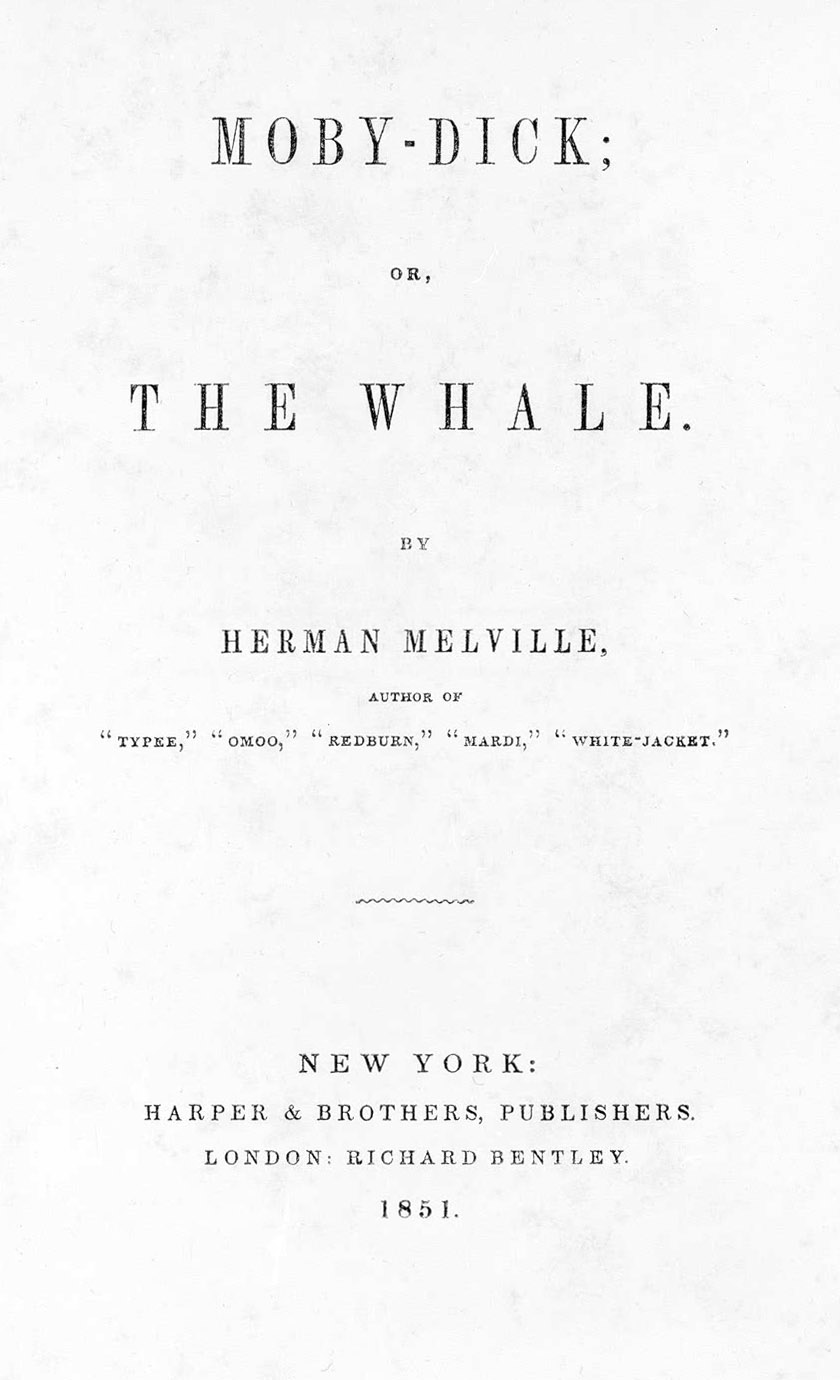
1851: Erstausgabe von Moby Dick

- 1851: Der Roman Moby Dick von Herman Melville, den dieser seinem Vorbild Nathaniel Hawthorne gewidmet hat, erscheint erstmals bei Richard Bentley in London.
- 1854: Die Uraufführung der Oper La nonne sanglante (Die blutige Nonne) von Charles Gounod findet in Paris statt.
- 1871: Das Schicksalslied von Johannes Brahms wird im Karlsruhe uraufgeführt.
- 1887: Das Doppelkonzert von Johannes Brahms wird im Kölner Gürzenich uraufgeführt.
- 1902: Der Brief des Lord Chandos an Francis Bacon von Hugo von Hofmannsthal erscheint.
- 1904: Die 5. Sinfonie von Gustav Mahler wird in Köln mit dem Komponisten am Dirigentenpult uraufgeführt.
- 1904: Mit der Eröffnung des Kaiser-Friedrich-Museums in Berlin wird auch die neugegründete Islamische Abteilung erstmals dem Publikum vorgestellt.
- 1913: Nach fünfzehnjähriger Bauzeit wird zum hundertjährigen Jubiläum der Schlacht das Völkerschlachtdenkmal bei Leipzig eingeweiht.
- 1922: Die British Broadcasting Corporation (BBC) wird als unabhängiger Radiosender von John Reith, Cecil Lewis, Arthur Burrows und Stanton Jefferies in London gegründet.
- 1941: Der Spielfilm Die Spur des Falken von Regisseur John Huston mit Humphrey Bogart als Hauptdarsteller wird erstmals gezeigt.
- 1941: Die Deutsche Erstaufführung der Oper Aladin von Kurt Atterberg findet in Chemnitz statt.
- 1967: Der Zeichentrickfilm Das Dschungelbuch aus den Walt-Disney-Studios kommt in die US-amerikanischen Kinos.
- 1970: Die ARD strahlt Das Millionenspiel aus, Wolfgang Menges fiktive Spielshow mit einem von Auftragskillern gejagten Kandidaten.
- 1997: In der spanischen Stadt Bilbao wird das von Frank Gehry entworfene Guggenheim-Museum eröffnet.
- 1997: Die Kulturinstitution Zentrum für Kunst und Medien wird in Karlsruhe eröffnet.

### Religion
- 1566: Noch keine zwölf Jahre alt, wird Ernst von Bayern zum Bischof von Freising gewählt. Papst Pius V. ist mit der Amtsübernahme des Abkömmlings aus dem Haus Wittelsbach einverstanden.
- 1914: Die internationale Schönstatt-Bewegung wird als geistige Erneuerungsbewegung in der katholischen Kirche von Pater Josef Kentenich gegründet.

### Katastrophen
- 1356: Eine Serie von gewaltigen Erdstößen und darauf folgende Brände zerstören die Stadt Basel weitestgehend.

Kleinere Unglücksfälle sind in den Unterartikeln von Katastrophe und in der Liste von Katastrophen aufgeführt.

### Natur und Umwelt
- 1995: In der Republik China (Taiwan) wird der Kinmen-Nationalpark eingerichtet.

### Sport
- 1968: Olympische Sommerspiele 1968 in Mexiko-Stadt: Bob Beamon springt sensationelle 8,90 Meter weit, ein Satz, der in der Presse als „Sprung ins 21. Jahrhundert“ gefeiert wird.
- 1992: Mit dem 500-km-Rennen von Magny-Cours endet das letzte Rennen der Sportwagen-Weltmeisterschaft. Mit der FIA-Langstrecken-Weltmeisterschaft gibt es seit 2012 eine Nachfolgeserie.
- 2004: Schachweltmeisterschaft 2004 in Brissago: Durch einen Sieg in der 14. Partie verteidigt der Russe Wladimir Kramnik den Weltmeistertitel im klassischen Schach erfolgreich gegen den ungarischen Herausforderer Péter Lékó.
- 2009: Durch den fünften Platz im Großen Preis von Brasilien kann sich Jenson Button frühzeitig seinen ersten Weltmeistertitel sichern.

Einträge von Leichtathletik-Weltrekorden befinden sich unter der jeweiligen Disziplin unter Leichtathletik.

## Geboren

### Vor dem 17. Jahrhundert

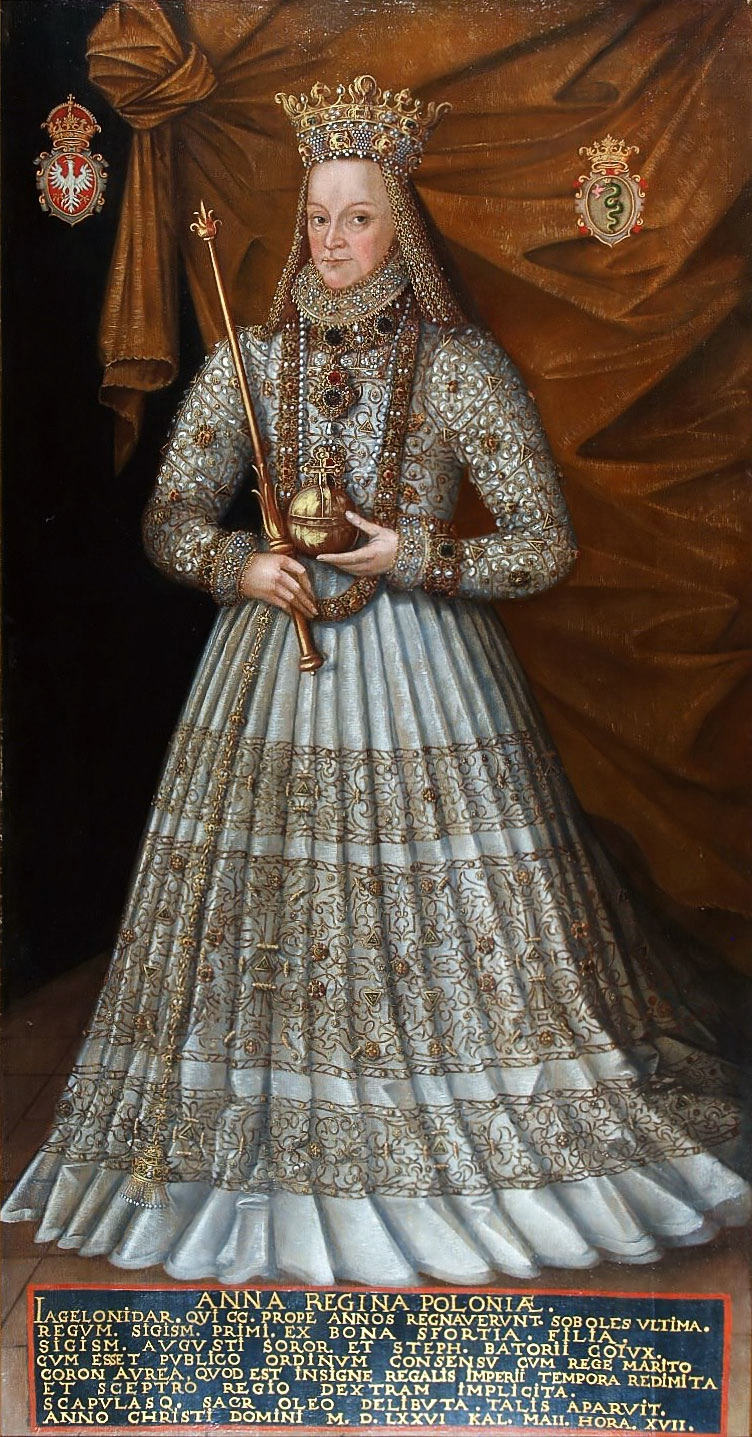
Anna Jagiellonica (* 1523)

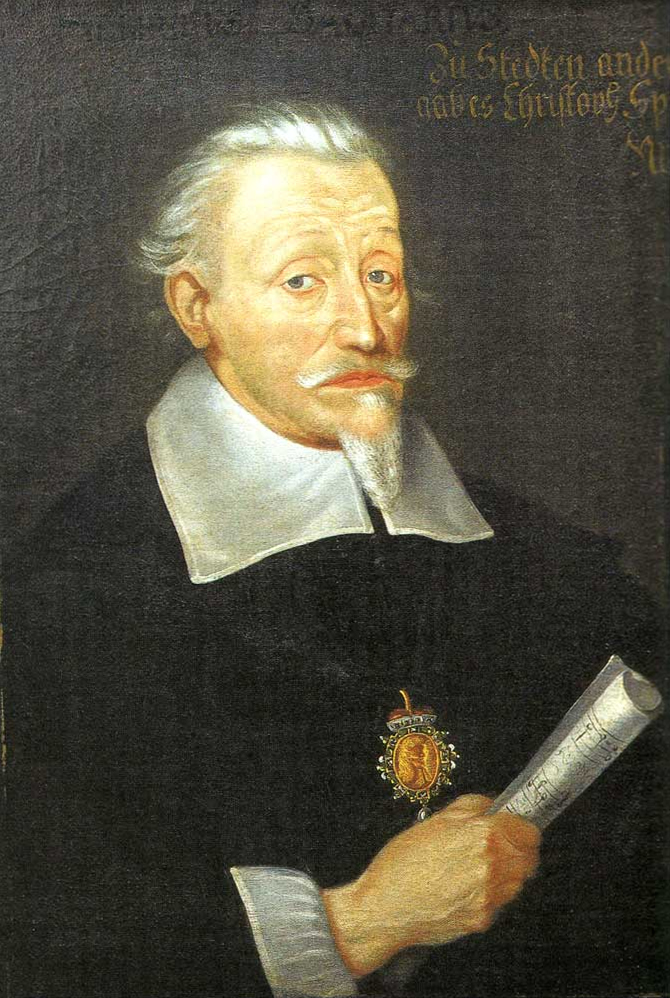
Heinrich Schütz (* 1585)

- 1000: Burchard I. von Halberstadt, deutscher Kleriker, Politiker und Bischof
- 1127: Go-Shirakawa, 77. Kaiser von Japan
- 1262: Ranulph Neville, 1. Baron Neville de Raby, englischer Adliger und Militär
- 1276: Gilbert Talbot, 1. Baron Talbot, englischer Adeliger
- 1314: Giles de Badlesmere, 2. Baron Badlesmere, englischer Adeliger
- 1405: Enea Silvio Piccolomini, unter dem Namen Pius II. Papst
- 1444: John Mowbray, 4. Duke of Norfolk, englischer Adeliger
- 1469: George Nevill, 5. Baron Bergavenny, englischer Adeliger, Militär und Politiker
- 1482: Philipp III. von Hanau-Lichtenberg, Graf von Hanau-Lichtenberg
- 1508: Lucas Lossius, deutscher lutherischer Theologe und Hymnologe
- 1517: Manuel da Nobrega, portugiesischer Theologe, Priester, Missionar und Schriftsteller
- 1522: Michael Beuther, deutscher Historiker, Dichter, Jurist und Beamter
- 1523: Anna Jagiellonica, polnisch-litauische Prinzessin, gewähltes Staatsoberhaupt Polen-Litauens
- 1530: Lucas Bacmeister der Ältere, lutherischer Theologe und Kirchenliedkomponist
- 1534: Jean Passerat, französischer Schriftsteller und Lyriker
- 1535: Hermann Lersner, deutscher Rechtswissenschaftler und Hochschullehrer
- 1547: Justus Lipsius, flämischer Rechtsphilosoph und Philologe
- 1552: Elisabeth von Sachsen, Pfalzgräfin von Simmern
- 1555: Melchior Eckhart, deutscher evangelischer Theologe
- 1558: Gerhard Rantzau, dänischer Statthalter im königlichen Anteil Schleswig-Holsteins
- 1567: Jakob Fugger, Fürstbischof von Konstanz
- 1585: Heinrich Schütz, deutscher Komponist und Organist
- 1587: Philipp Karl von Arenberg, Fürst von Arenberg und Herzog von Aarschot
- 1592: Johannes Kempf, deutscher Mediziner
- 1593: Karl Friedrich I., Herzog von Oels und Bernstadt
- 1595: Lucas van Uden, flämischer Maler und Radierer
- 1595: Edward Winslow, englischer Kolonist und Gouverneur der Plymouth Colony
- 1600: Gioacchino Assereto, italienischer Maler

### 17. und 18. Jahrhundert
- 1609: Josias Rantzau, deutscher Heerführer, Marschall von Frankreich
- 1613: Johann Bernhard zur Lippe-Detmold, Landesherr der Grafschaft Lippe-Detmold
- 1631: Michael Wigglesworth, neuenglischer Theologe, Prediger und Dichter
- 1634: Luca Giordano, neapolitanischer Maler und Freskant
- 1643: Johann Eisenhart, deutscher Rechtswissenschaftler
- 1653: Abraham van Riebeeck, Generalgouverneur von Niederländisch-Indien
- 1654: Johann Friedrich, Markgraf des Fürstentums Ansbach
- 1662: Matthew Henry, presbyterianischer Pfarrer und Bibelkommentator
- 1663: Eugen von Savoyen, österreichischer Feldherr und Kunstmäzen
- 1665: Otto Magnus von Dönhoff, brandenburgisch-preußischer Generalleutnant und Gesandter
- 1668: Johann Georg IV., Kurfürst von Sachsen
- 1669: Ludwig Christof Schefer, Pietist, reformierter Pfarrer und Inspektor in Berleburg
- 1671: Friedrich IV., Herzog von Schleswig-Holstein-Gottorf
- 1676: Michael Heinrich Reinhard, deutscher evangelisch-lutherischer Theologe
- 1681: Seongho Yi Ik, koreanischer Politiker und Ökonom
- 1683: Augustin Leyser, deutscher Jurist
- 1691: Hedwig Friederike von Württemberg-Weiltingen, Fürstin von Anhalt-Zerbst
- 1694: René Louis d’Argenson, französischer Adeliger und Minister
- 1696: Gian Pietro Riva, Schweizer Schulleiter und Übersetzer
- 1706: Baldassare Galuppi, italienischer Komponist
- 1728: Peter Frederik Suhm, norwegischer Historiker
- 1728: August Wilhelm von Vietinghoff, königlich preußischer Generalleutnant
- 1730: Christian Gottlieb Seydlitz, deutscher Physiker und Logiker
- 1738: Andrei Timofejewitsch Bolotow, russischer Agrarwissenschaftler
- 1739: Ulrich Karl von Froreich, preußischer Generalmajor und Chef des Leibkürassierregiments
- 1739: Robert Gendre, Schweizer römisch-katholischer Geistlicher
- 1741: Choderlos de Laclos, französischer Schriftsteller
- 1744: Olof Schwan, schwedischer Orgelbauer
- 1749: Johann Gotthelf Leberecht Abel, deutscher Arzt und Kunstsammler
- 1752: Christian Traugott Koch, deutscher Jurist und Politiker
- 1753: Joseph Bloomfield, US-amerikanischer Politiker, Gouverneur von New Jersey, Abgeordneter im US-Repräsentantenhaus
- 1753: Jean-Jacques Régis de Cambacérès, französischer Jurist und Staatsmann
- 1761: Franz Seraph von Orsini-Rosenberg, österreichischer General
- 1762: Lazarus Bendavid, deutscher Mathematiker und Philosoph
- 1774: Adolf Müllner, deutscher Schriftsteller
- 1775: John Vanderlyn, US-amerikanischer Maler

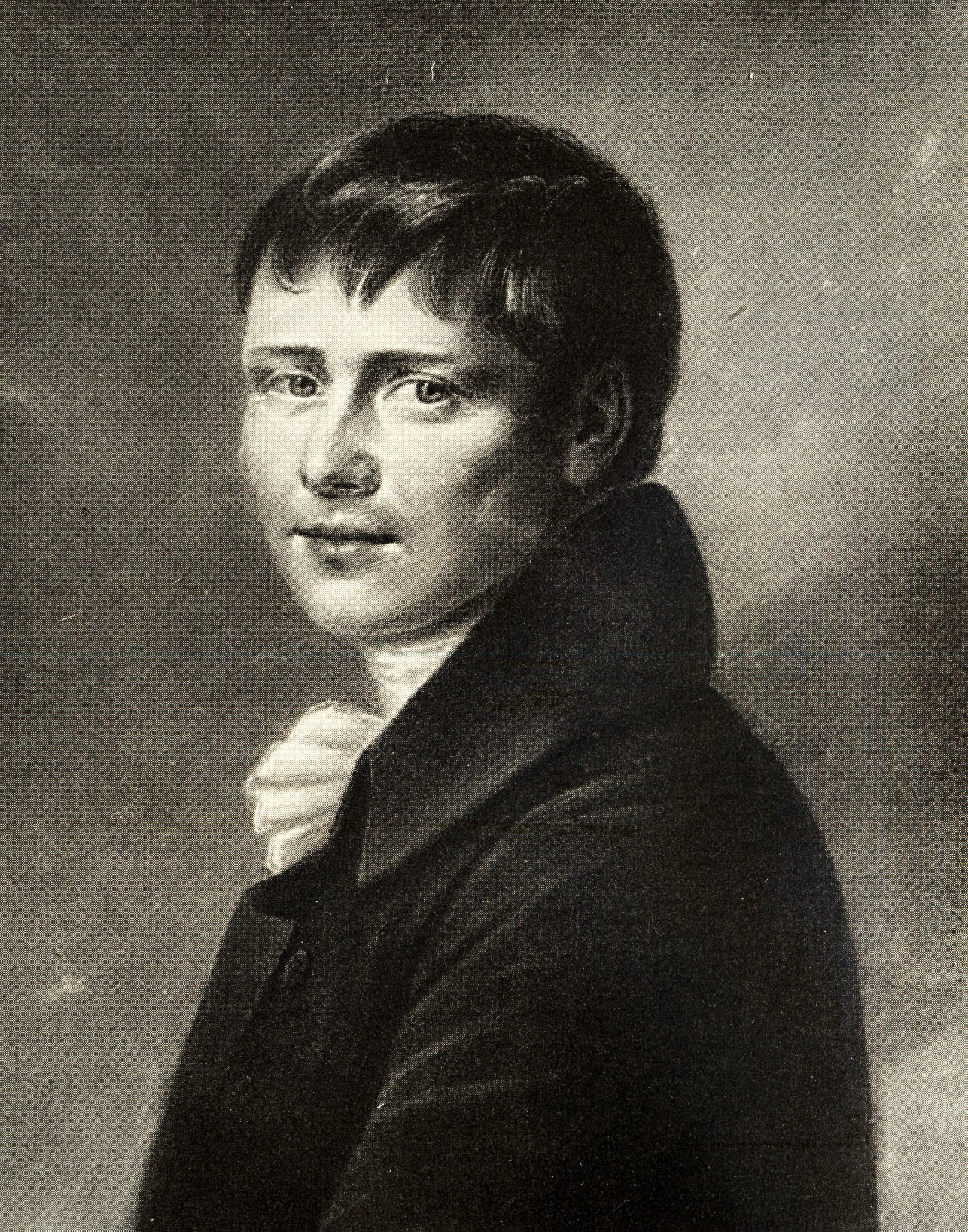
Heinrich von Kleist (* 1777)

- 1777: Heinrich von Kleist, deutscher Dramatiker, Erzähler, Lyriker und Publizist
- 1779: Karl Joseph Aloys Agricola, Miniaturmaler und Kupferstecher
- 1787: Friedrich Wilhelm Heineken, Senator der Hansestadt Bremen
- 1791: Johann Baptist Stiglmaier, deutscher Erzgießer, Bildhauer, Maler und Medailleur
- 1792: Friedrich Meurer, deutscher Pharmakologe und Mediziner
- 1793: Ernst Christian Gottlieb Jens Reinhold, deutscher Philosoph
- 1794: Ferdinand Schubert, österreichischer Komponist
- 1799: Christian Friedrich Schönbein, deutsch-schweizerischer Chemiker
- 1800ː Charlotte Embden, deutsche Salonnière und Schwester von Heinrich Heine
- 1800: Sir Henry Taylor, englischer Dramatiker und Kolonialbeamter

### 19. Jahrhundert
- 1801: Justo José de Urquiza, argentinischer Präsident
- 1803: Hermann Joseph Müller, deutscher Beamter, Jurist, Journalist, Professor und Mitglied der Frankfurter Nationalversammlung
- 1804: Charles-Alexandre Fessy, französischer Organist und Komponist
- 1804: Mongkut, König von Siam
- 1816: Friedrich Wilhelm Adami, deutscher Schriftsteller
- 1818: Carl Hugo Hahn, deutscher evangelischer Missionar
- 1818: Charles Christian Nahl, deutsch-US-amerikanischer Maler
- 1820: Heinrich Richter, deutscher Schauspieler, Theaterregisseur und Hochschullehrer
- 1822: Midhat Pascha, Großwesir des Osmanischen Reiches
- 1824: Juan Valera, spanischer Dichter, Politiker und Diplomat
- 1826: Wilhelm Walther, deutscher Künstler
- 1830: Matthias Lexer, österreichischer Germanist und Lexikograph

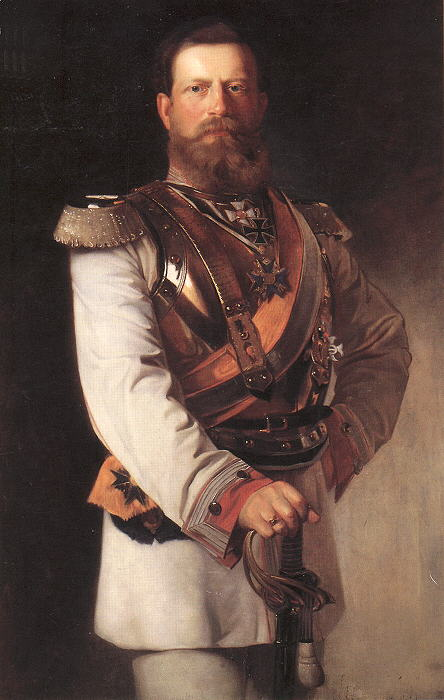
Friedrich III. (* 1831)

- 1831: Friedrich III., preußischer König und Deutscher Kaiser
- 1831ː Franziska von Hoffnaaß, deutsche Dichterin
- 1832: Matthäus Much, österreichischer Denkmalpfleger und Archäologe
- 1833: Johann Evangelist Habert, österreichischer Kirchenmusiker und Komponist
- 1834: Hermann Cremer, deutscher protestantischer Theologe
- 1836: Peter Auzinger, deutscher Schauspieler
- 1842ː Marie Hesse, Lehrerin, evangelische Missionarin und Mutter von Hermann Hesse
- 1845: Julius Lehr, deutscher Forstwissenschaftler und Nationalökonom
- 1850: Louis Aronsohn, deutscher Bankier und Politiker
- 1850: Francis Thomé, französischer Komponist
- 1854: Salomon André, schwedischer Ingenieur und Polarforscher
- 1856: Eduard Ameseder, österreichischer Maler
- 1856: James B. Frazier, US-amerikanischer Politiker
- 1856: Edmond Haraucourt, französischer Schriftsteller

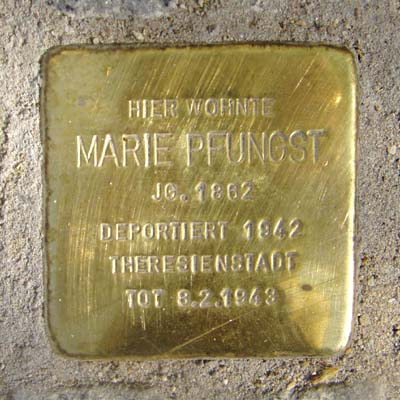
Marie Pfungst (* 1862)

- 1857: Hans Freiherr von Berlepsch, deutscher Berufsoffizier und Ornithologe
- 1859: Henri Bergson, französischer Philosoph
- 1862ː Marie Eleonore Pfungst, Frankfurter Schleifmittelfabrikantin und Wohltäterin, Frauenrechtlerin, Opfer der Shoah
- 1863 Louis Willemin, Schweizer Jurist und Politiker
- 1864: Wilhelm von Auer, preußischer Generalmajor
- 1865: Karl Eugen Neumann, österreichischer Übersetzer, Wegbereiter der buddhistische Bewegung im deutschsprachigen Raum
- 1868: Ernst Didring, schwedischer Schriftsteller
- 1870: August Arteldt, deutscher Politiker
- 1875: James Emman Kwegyir Aggrey, ghanaischer Lehrer und Missionar
- 1875: Joe Delahanty, US-amerikanischer Baseballspieler
- 1876: Charles F. Adams, US-amerikanischer Unternehmer
- 1876: Mathilde Vollmoeller-Purrmann, deutsche Malerin
- 1878: Miguel Llobet, spanischer Gitarrist und Komponist
- 1878: Gustave-Jean-Marie Nouet MAfr, französischer Ordensgeistlicher und römisch-katholischer Apostolischer Präfekt von Ghardaia nel Sahara
- 1879: Grzegorz Fitelberg, polnischer Komponist und Dirigent
- 1879: Franz Joseph Dölger, deutscher Kirchenhistoriker, Religionswissenschaftler und christlicher Archäologe
- 1881: Nikolai Schiljajew, russischer Komponist, Musikwissenschaftler und Pädagoge
- 1882: Lucien Petit-Breton, französischer Radrennfahrer
- 1885: Bruno Calise, französischer Autorennfahrer
- 1889: Gertrude Aretz, deutsche Historikerin
- 1892: Thomas Ohm, deutscher Benediktinerpater, Theologe und Missionswissenschaftler
- 1894: Tibor Déry, ungarischer Schriftsteller
- 1894: Margaret Molesworth, australische Tennisspielerin

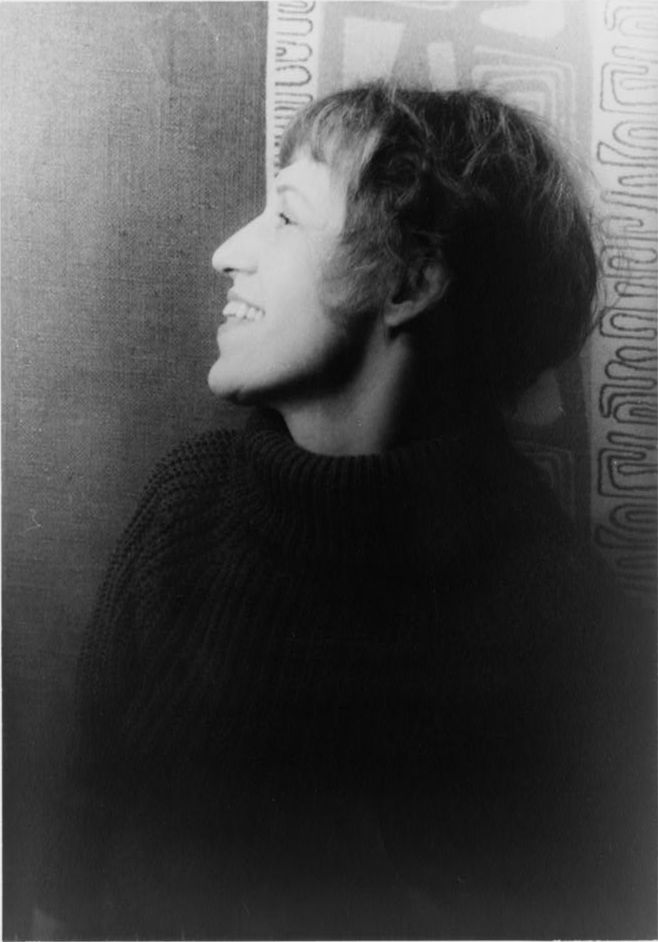
Lotte Lenya (* 1898)

- 1895: Hans Adolf von Arenstorff, deutscher Generalmajor und Rittergutsbesitzer
- 1895ː Margrit Schlatter, Schweizer Frauenrechtlerin
- 1896: Friedrich Hollaender, deutscher Komponist
- 1897: Eberhard Kinzel, deutscher General
- 1897: Luis Vargas Rosas, chilenischer Maler
- 1898: Clemente Biondetti, italienischer Rennfahrer
- 1898: Werner Burri, Schweizer Keramiker
- 1898: Lotte Lenya, österreichische Sängerin und Schauspielerin
- 1898: Tsuboi Shigeji, japanischer Schriftsteller
- 1899: Hans Münstermann, deutscher Ökonom
- 1899: Erwin Schoettle, deutscher Politiker, MdB und Widerstandskämpfer
- 1900: Giuseppe Crivelli, italienischer Ruderer
- 1900: Walther Hasemann, deutscher Politiker, MdB

### 20. Jahrhundert

#### 1901–1925

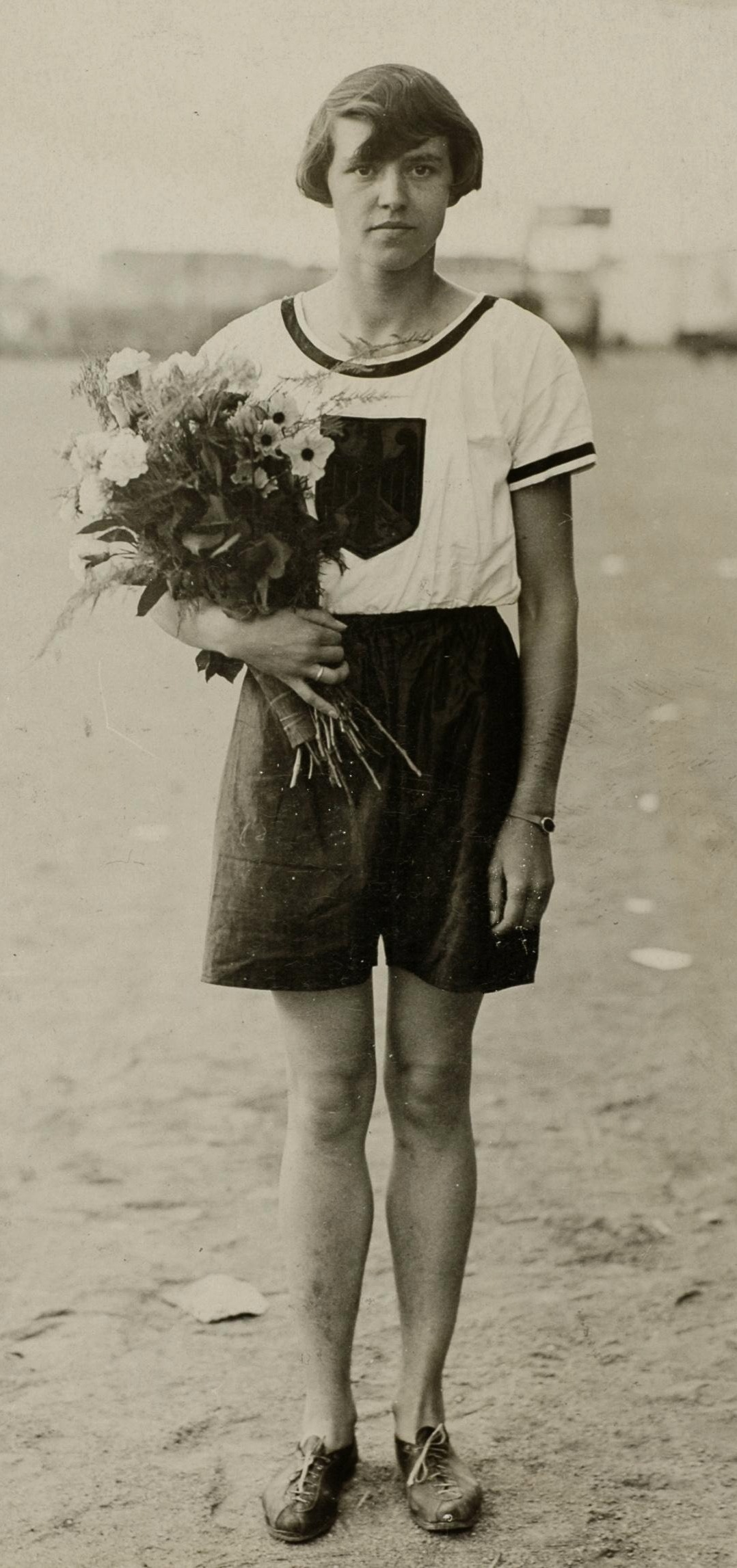
Lina Radke (* 1903)

- 1901: Wolfgang Cramer, deutscher Philosoph
- 1901: Annette Hanshaw, US-amerikanische Jazz-Sängerin
- 1902: Miriam Hopkins, US-amerikanische Schauspielerin
- 1902: Pascual Jordan, deutscher Physiker
- 1903: Lina Radke, deutsche Leichtathletin

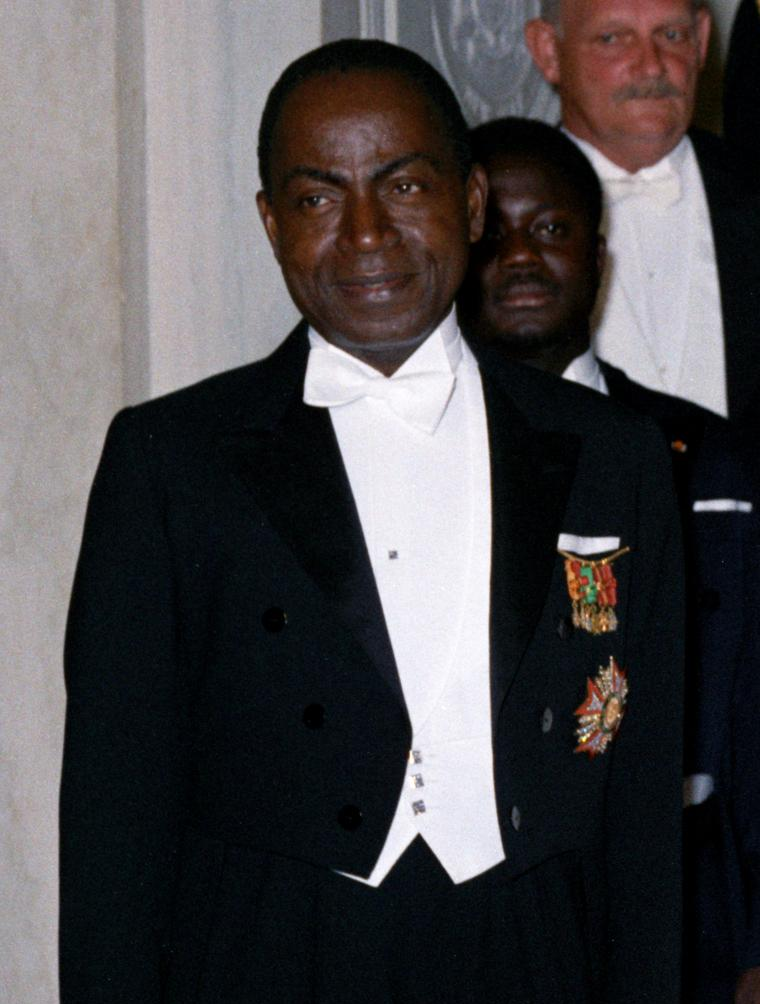
Félix Houphouët-Boigny (* 1905)

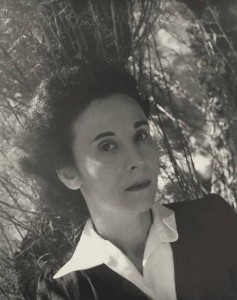
Jeanne Mandello (* 1907)

- 1905: Félix Houphouët-Boigny, erster Präsident der Republik Côte d’Ivoire (Elfenbeinküste)
- 1905: Willi Laatsch, deutscher Bodenkundler und Forstwissenschaftler
- 1905: Josef Ponn, deutscher Skilangläufer
- 1907: Jeanne Mandello, deutsche Fotografin
- 1909: Norberto Bobbio, italienischer Rechtsphilosoph und Publizist
- 1909: Nikolai Petrowitsch Kamanin, sowjetischer Pilot
- 1910: Theodor Hüllinghoff, deutscher Ruderer
- 1910: Marje Sink, estnische Komponistin
- 1910: Vojislav Vučković, serbischer Komponist
- 1912: Aurelio Kardinal Sabattani, Kurienkardinal der römisch-katholischen Kirche
- 1913: Wilhelm Schröder, deutscher Politiker und Minister in der DDR
- 1914: Louis Pons, französischer Autorennfahrer
- 1915: František Daniel Merth, katholischer Priester und Dichter
- 1918: Konstantinos Mitsotakis, griechischer Regierungschef
- 1919: Anita O’Day, US-amerikanische Jazzsängerin
- 1919: Pierre Trudeau, kanadischer Politiker, Abgeordneter des Unterhauses, Premierminister
- 1920: Melina Mercouri, griechische Schauspielerin, Sängerin und Kulturministerin
- 1921: Jesse Helms, US-amerikanischer Politiker, Senator für North Carolina
- 1921: Beatrice Worsley, kanadische Informatikerin
- 1922: Camillo Togni, italienischer Komponist, Pianist und Musikpädagoge
- 1923: Paulo Amaral, brasilianischer Fußballspieler und -trainer
- 1923: Ilse Donath, deutsche Tischtennisspielerin
- 1923: Marta Emmenegger, Schweizer Journalistin und Sexberaterin
- 1923: Boris Sagal, US-amerikanischer Regisseur
- 1923: Eileen Sheridan, englische Radsportlerin
- 1924: Egil Hovland, norwegischer Komponist
- 1924: Bjørn Larsson, norwegischer Ringer
- 1924: Zenon Płoszaj, polnischer Geiger und Musikpädagoge
- 1925: Ramiz Alia, albanischer Staatschef
- 1925ː Ino Zimmermann, deutsche Grafikerin und Illustratorin

#### 1926–1950

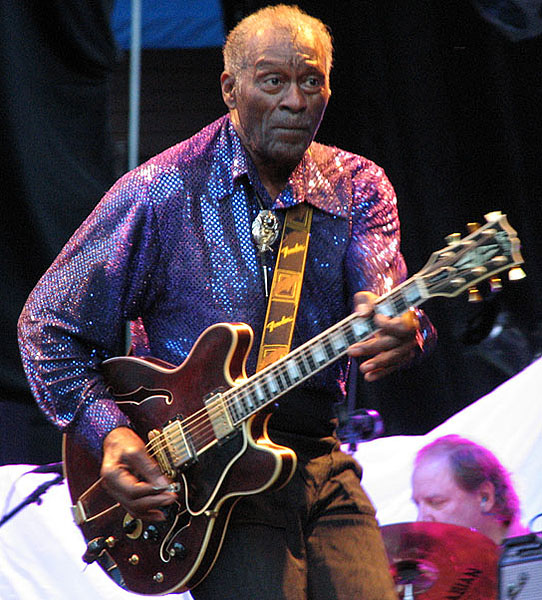
Chuck Berry (* 1926)

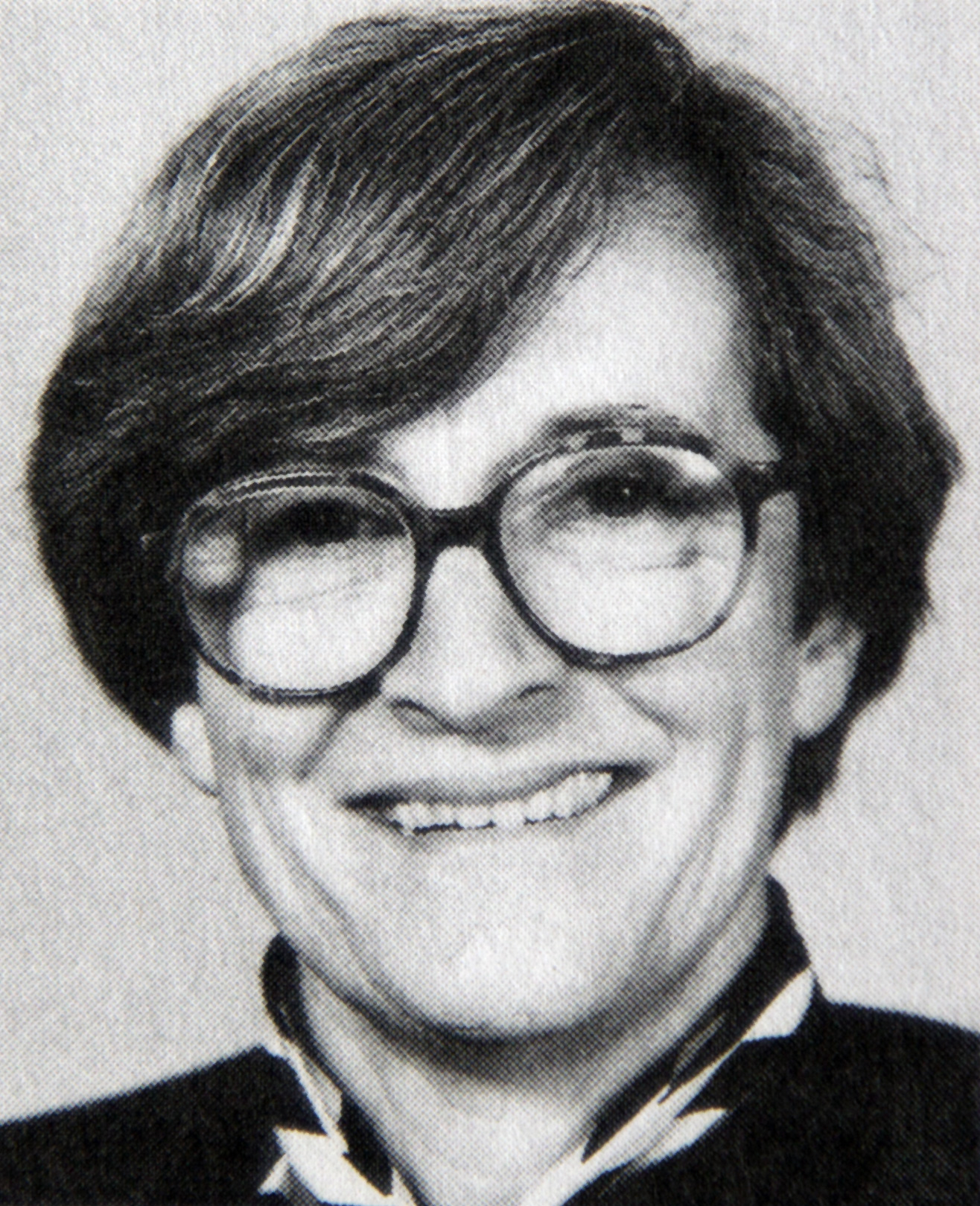
Susi Eppenberger (* 1931)

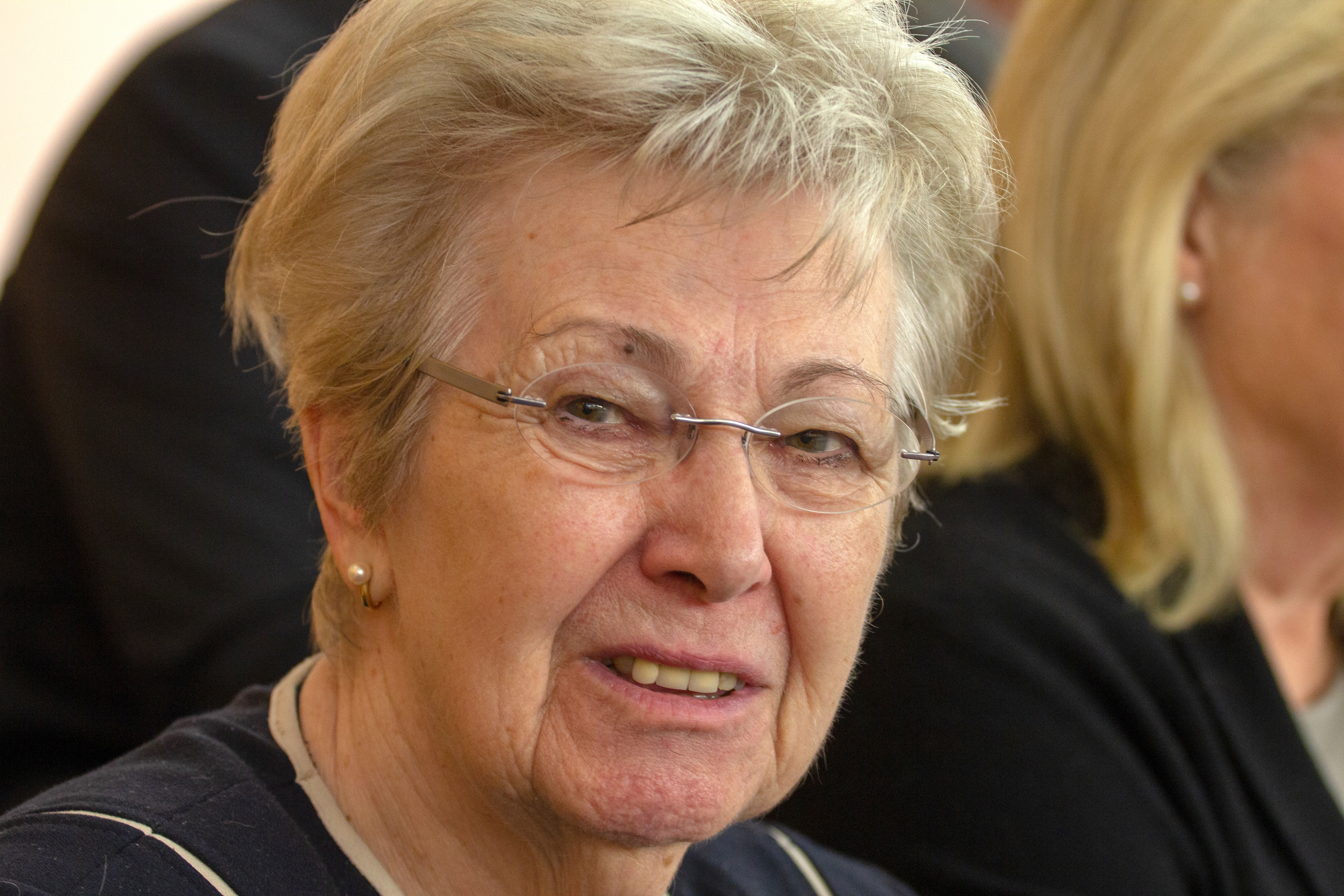
Ruth Wagner (* 1940)

- 1926: Walter Asam, deutscher Jurist und Politiker
- 1926: Chuck Berry, US-amerikanischer Sänger, Gitarrist, Komponist und Pionier des Rock ’n’ Roll
- 1926: Klaus Kinski, deutscher Schauspieler
- 1927: George C. Scott, US-amerikanischer Bühnenschauspieler, Regisseur und Produzent
- 1928: Ernest Simoni, albanischer römisch-katholischer Geistlicher und Kardinal
- 1929: Violeta Barrios de Chamorro, nicaraguanische Politikerin, Publizistin, Präsidentin von Nicaragua
- 1929: Arnold Kludas, deutscher Schifffahrtshistoriker, Bibliothekar und Sachbuchautor
- 1930: Frank Carlucci, US-amerikanischer Verteidigungsminister
- 1931: Geoff Barrowcliffe, englischer Fußballspieler
- 1931ː Susi Eppenberger, Schweizer Politikerin
- 1932: René Bliard, französischer Fußballspieler
- 1932: Terence Smith, britischer Segler
- 1933: Jacques Charpentier, französischer Komponist und Organist
- 1933: Ludovico Scarfiotti, italienischer Automobilrennfahrer
- 1934: Leticia Daneri, argentinische Cantautora
- 1934: Renna Kellaway, britische Pianistin und Musikpädagogin
- 1934: Berit Lindholm, schwedische Opernsängerin, Sopran
- 1934: Dorothea Rockburne, kanadische Malerin
- 1935: Peter Boyle, US-amerikanischer Schauspieler
- 1935: Christa Herklotz, deutsche Skilangläuferin
- 1935: Luis Alfredo Torres, dominikanischer Lyriker, Journalist und Kritiker
- 1936: J. C. Moses, US-amerikanischer Jazz-Schlagzeuger
- 1936: Jaime Ortega, Erzbischof von Havanna
- 1937: Boyd Dowler, US-amerikanischer American-Football-Spieler
- 1937: Gerhard Schäfer, deutscher Richter am Bundesgerichtshof
- 1938ː Barbara Baldavin, US-amerikanische Schauspielerin und Casting-Direktorin
- 1938: Guy Roux, französischer Fußballtrainer
- 1939: Jean-Claude Amiot, französischer Komponist, Musikpädagoge und Dirigent
- 1939: Flavio Cotti, Schweizer Politiker
- 1939: Mike Ditka, US-amerikanischer American-Football-Spieler und -Trainer
- 1939: Lee Harvey Oswald, mutmaßlicher Mörder von John F. Kennedy
- 1939: Ewald Schneidewind, deutscher Endurosportler
- 1939: Jan Erik Vold, norwegischer Lyriker
- 1940: Carl von Essen, schwedischer Fechter
- 1940: Uzi Even, israelischer Hochschullehrer
- 1940: Győző Kulcsár, ungarischer Degenfechter
- 1940: Onur Öymen, türkischer Diplomat
- 1940: Ruth Wagner, deutsche Politikerin
- 1940: Cynthia Weil, US-amerikanische Komponistin
- 1943: Andrej Bajuk, slowenischer Ministerpräsident
- 1943: Edison James, dominikanischer Regierungschef
- 1943: Hagen Kluck, deutscher Journalist und Politiker, MdL
- 1944: Harry Blum, deutscher Politiker, Oberbürgermeister Kölns
- 1944: Hans Büttner, deutscher Politiker, MdB
- 1944: Nelson Freire, brasilianischer Pianist
- 1944: Katherine Kurtz, US-amerikanische Schriftstellerin
- 1945: Karin Nenz, deutsche Glasgestalterin
- 1945: Norio Wakamoto, japanischer Synchronsprecher
- 1946: Joe Egan, britischer Musiker, Sänger und Songschreiber
- 1946: Michel Graillier, französischer Jazzpianist
- 1946: Gotthard B. Schicker, deutscher Schriftsteller und Publizist
- 1946: Howard Shore, kanadischer Komponist und Dirigent
- 1947: Regina Höfer, deutsche Leichtathletin
- 1947: Laura Nyro, US-amerikanische Sängerin und Songschreiberin
- 1949: Erwin Sellering, deutscher Politiker, Ministerpräsident von Mecklenburg-Vorpommern
- 1949: Lasse Thoresen, norwegischer Komponist und Musikpädagoge
- 1950: Mervyn Africa, britischer Jazzmusiker
- 1950: Marek Kondrat, polnischer Schauspieler
- 1950: Alexander McLean, neuseeländischer Ruderer
- 1950: Annamaria Morini, italienische Musikerin
- 1950: Wendy Wasserstein, US-amerikanische Dramatikerin

#### 1951–1975
- 1951: Hans-Georg Jaunich, deutscher Handballspieler
- 1951: Stephan Schwartz, deutscher Schauspieler
- 1952: Haya Raschid Al Chalifa, bahrainische Juristin und Diplomatin
- 1952: Chuck Lorre, US-amerikanischer Filmproduzent, Drehbuchautor, Regisseur, Komponist, Dramaturg und kreativer Berater
- 1952: Michael Pan, deutscher Schauspieler und Synchronsprecher
- 1954: Liz Burch, australische Schauspielerin

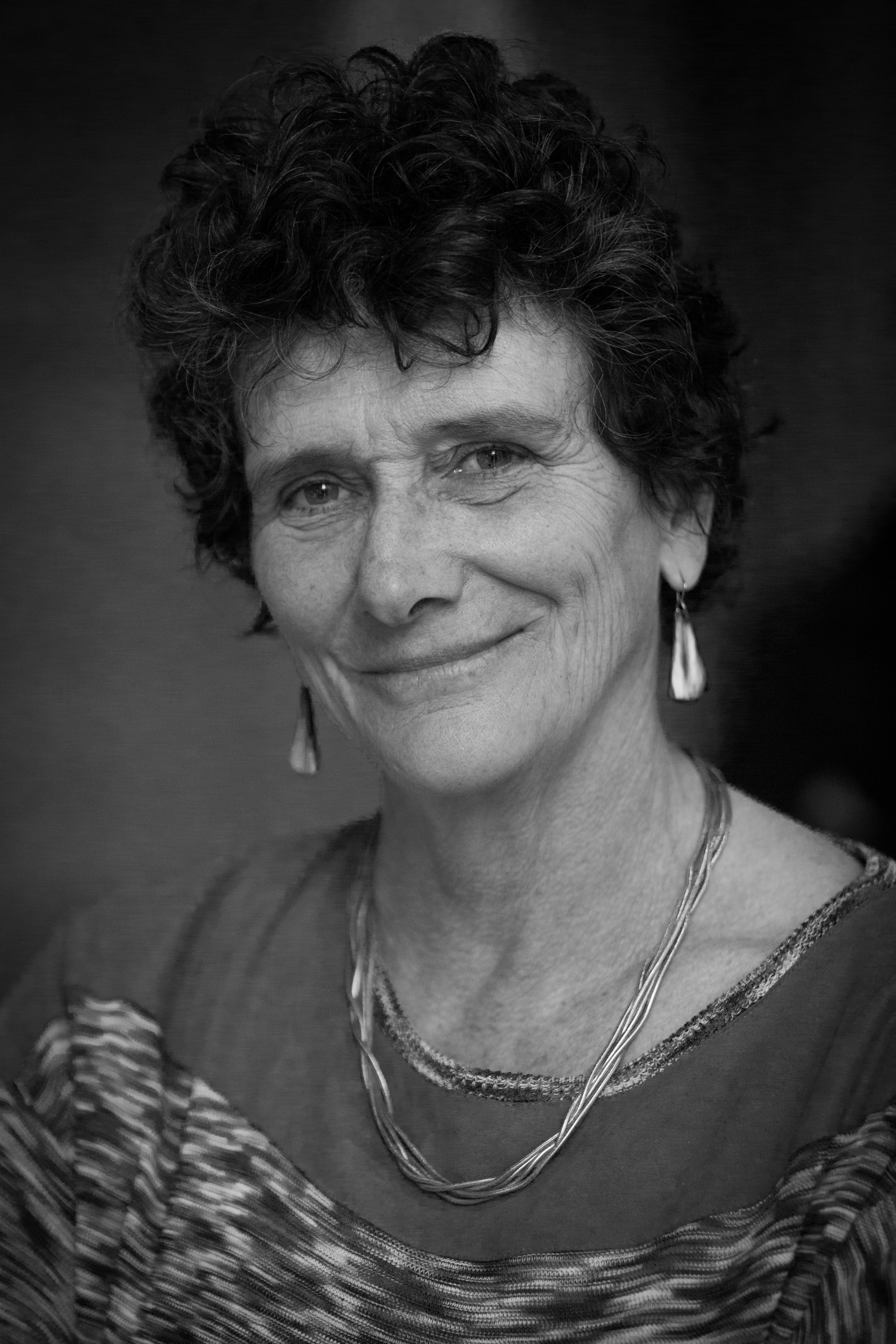
Isabelle Autissier (* 1956)

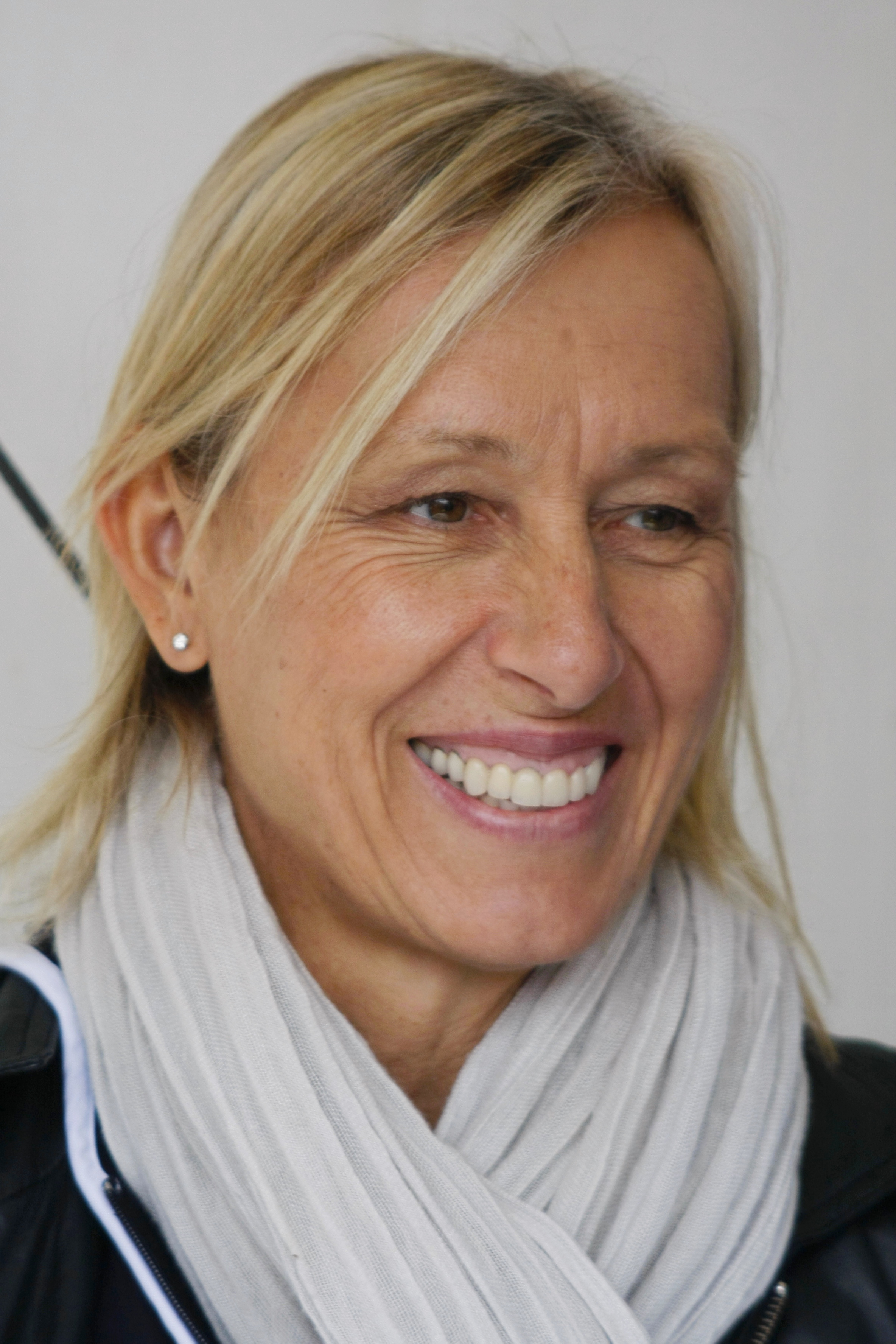
Martina Navrátilová (* 1956)

- 1954: Jöri Mattli, Schweizer Eishockeyspieler
- 1954: Matthias Müller, deutscher Fußballspieler
- 1954: Miguel Piñera, chilenischer Musiker
- 1954: Édouard Stern, französischer Bankier und Financier
- 1956: Isabelle Autissier, französische Seglerin und Autorin
- 1956: Michael Lesch, deutscher Schauspieler
- 1956: Martina Navrátilová, US-amerikanische Tennisspielerin
- 1957: Precious Wilson, jamaikanische Popsängerin
- 1958: Beate Jensen, deutsche Schauspielerin
- 1958: Julio Olarticoechea, argentinischer Fußballspieler
- 1958: Milan Šašić, kroatischer Fußballtrainer
- 1959: Ernesto Canto, mexikanischer Leichtathlet, Olympiasieger
- 1959: Gary Schocker, US-amerikanischer Flötist und Komponist
- 1960: Craig Mello, US-amerikanischer Biochemiker, Nobelpreisträger
- 1960: Erin Moran, US-amerikanische Kinderdarstellerin und Schauspielerin
- 1960: Jean-Claude Van Damme, belgischer Schauspieler
- 1960: Horst Wiemann, deutscher Handballspieler und -trainer
- 1961: Othmane Belfaa, algerischer Hochspringer
- 1961: Kamil Krejčí, Schweizer Schauspieler, Regisseur und Autor
- 1961: Wynton Marsalis, US-amerikanischer Jazz-Musiker
- 1962: Iris Hanika, deutsche Schriftstellerin
- 1962: Ursula Wiederkehr, deutsche Ruderin
- 1963: Sigvart Dagsland, norwegischer Sänger, Pianist und Komponist
- 1965ː Marcela Krinke Susmelj, schweizerisch-tschechoslowakische Dressurreiterin
- 1965: Frank Schaff, deutscher Dialogbuchautor, Synchronsprecher und -regisseur
- 1965: Fulvia Stevenin, italienische Skirennfahrerin
- 1966: Bill Stewart, US-amerikanischer Jazzschlagzeuger
- 1966: Slawi Trifonow, bulgarischer Musiker und Politiker
- 1967: Matthias Aebischer, Schweizer TV-Moderator
- 1967: Andreas Nickl, deutscher Schauspieler, Autor und Regisseur
- 1968: Eveline Artmann, österreichische Juristin
- 1968: Lisa Chappell, neuseeländische Schauspielerin und Sängerin

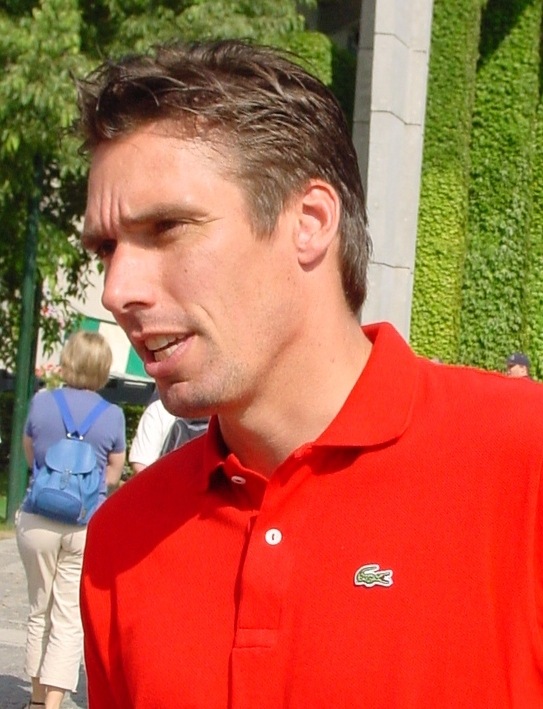
Michael Stich (* 1968)

- 1968: Michael Stich, deutscher Tennisspieler
- 1969: Marco Hofschneider, deutscher Schauspieler
- 1970: Alex Barros, brasilianischer Motorradrennfahrer
- 1971: Hadschi Bankhofer, österreichischer Moderator
- 1972: Helge Braun, deutscher Politiker und MdB
- 1972: Wojciech Kuczok, polnischer Schriftsteller
- 1972: Lhotse Merriam Hawk, US-amerikanische Sportfunktionärin und Unternehmerin
- 1972: Karl Nehammer, österreichischer Politiker
- 1972: Alex Tagliani, kanadischer Rennfahrer
- 1973: Erik Niedling, deutscher Fotograf
- 1973: Sarah Winckless, britische Ruderin
- 1974: Michael Aničić, deutsch-serbischer Fußballspieler und -trainer
- 1974: Veronica Brenner, kanadische Freestyle-Skierin
- 1974: Zhou Xun, chinesische Schauspielerin
- 1974: Yukmouth, US-amerikanischer Rapper
- 1975: Pola Roy, deutscher Musiker (Wir sind Helden)

#### 1976–2000

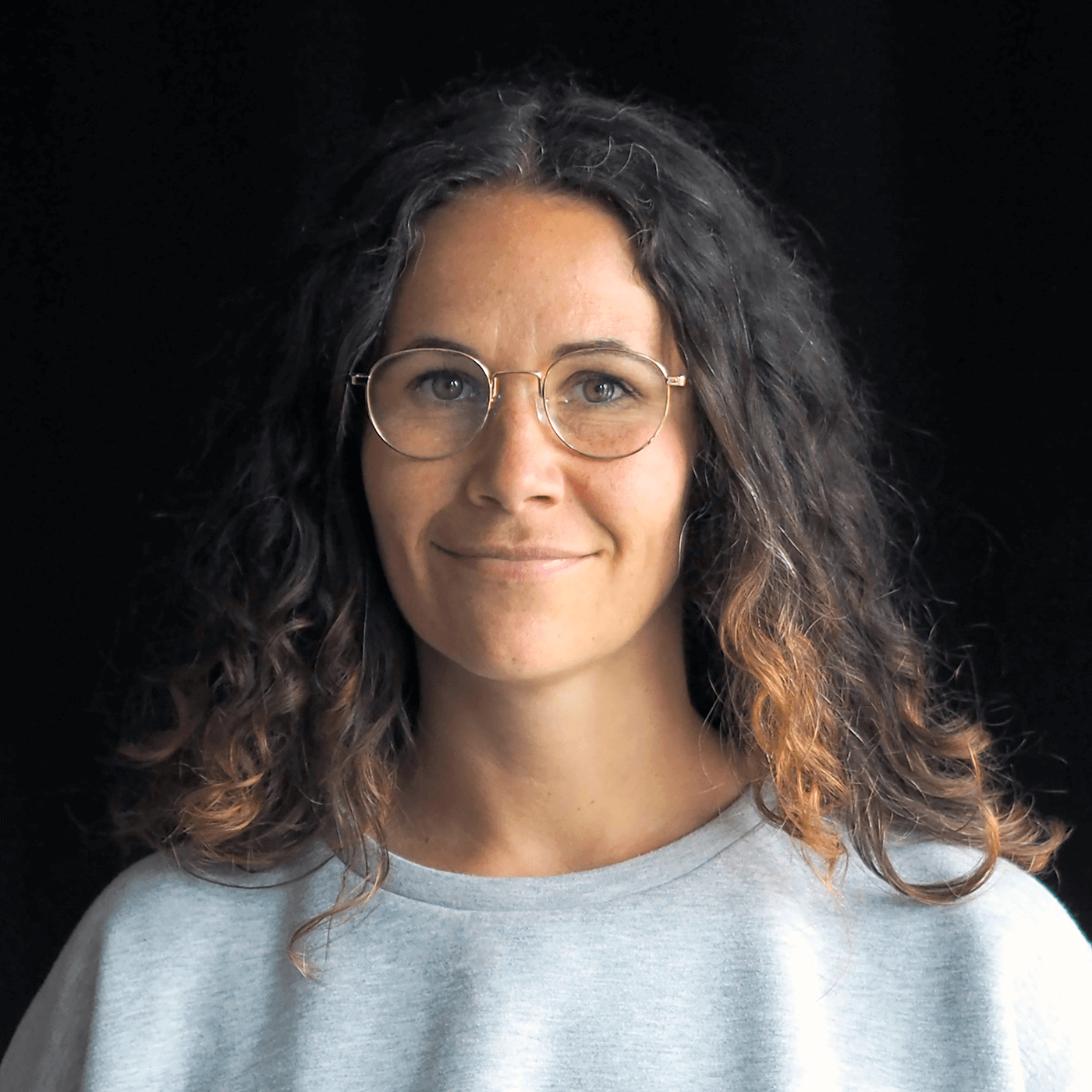
Sonja Koppitz (* 1981)

- 1976: Sandra S. Leonhard, deutsche Schauspielerin
- 1977: Ryan Nelsen, neuseeländischer Fußballspieler
- 1978: Frauenarzt, deutscher Rapper
- 1978: Seven, Schweizer Sänger
- 1979: Yukiko Akaba, japanische Langstreckenläuferin
- 1979: Diane Lamein, niederländische Handballspielerin
- 1979: Camel Meriem, französischer Fußballspieler
- 1979: Ne-Yo, US-amerikanischer Sänger und Songwriter
- 1980: Hannes Lambert, deutscher Sänger, Schauspieler und Synchronsprecher
- 1980: Sarah Blackwood, kanadische Singer-Songwriterin
- 1980: Sebastian Stielke, deutscher Schauspieler und Synchronsprecher
- 1981ː Sonja Koppitz, deutsche Hörfunkmoderatorin, LGBT-Aktivistin

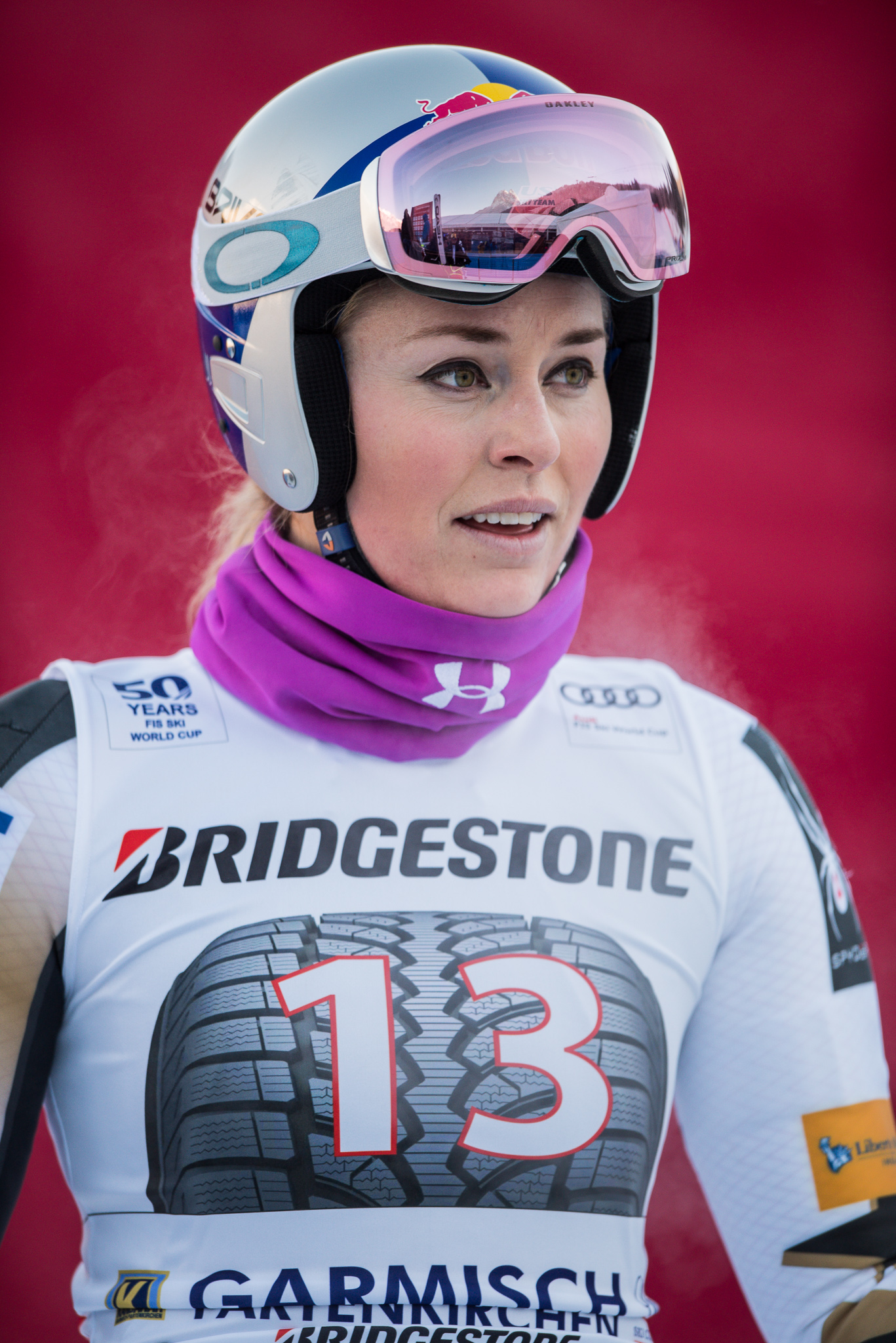
Lindsey Vonn (* 1984)

- 1981: Daniel Sauer, deutscher Handballspieler
- 1981: Sophie Wepper, deutsche Schauspielerin
- 1982: Thierry Amiel, französischer Popsänger
- 1982: Joe Williams, US-amerikanischer Stuntman und Schauspieler
- 1983: Dante, brasilianischer Fußballspieler
- 1984: Stuart Hall, britischer Autorennfahrer
- 1984: Robert Harting, deutscher Diskuswerfer
- 1984: Justin Mapp, US-amerikanischer Fußballspieler
- 1984: Freida Pinto, indische Schauspielerin
- 1984: Jennifer Ulrich, deutsche Schauspielerin
- 1984: Lindsey Vonn, US-amerikanische Skirennläuferin
- 1985: Herbert Snorrason, isländischer Internetaktivist (WikiLeaks, OpenLeaks)
- 1986: Loukas Viorkas, griechisch-zypriotischer Sänger
- 1986: Petar Jelić, serbischer Fußballspieler
- 1986: Martin Leung, chinesischer Pianist
- 1987: Matt Bosher, US-amerikanischer American-Football-Spieler
- 1987: Zac Efron, US-amerikanischer Schauspieler
- 1987: Henri Moser, Schweizer Autorennfahrer
- 1987: Ana Paula Rodrigues Belo, brasilianische Handballspielerin
- 1988: Efetobore Ambrose Emuobo, nigerianischer Fußballspieler
- 1988: Dane Cameron, US-amerikanischer Autorennfahrer
- 1988: Danijel Mićić, serbisch-österreichischer Fußballspieler
- 1989: Joy Lauren, US-amerikanische Schauspielerin
- 1989: Marija Schkanowa, belarussische Skirennläuferin
- 1989: Sandra Toft, dänische Handballspielerin
- 1989: Ingvar Jónsson, isländischer Fußballtorwart
- 1990: Daniel Kaiser, deutscher Fußballspieler
- 1991: Eron Krillo, estnischer Fußballspieler
- 1991: Zohran Mamdani, US-amerikanischer Politiker
- 1991: Tyler Posey, US-amerikanischer Schauspieler
- 1991: Toby Regbo, britischer Schauspieler
- 1992: Daniel Fiß, deutscher Grafikdesigner und neurechter Aktivist
- 1992: John John Florence, US-amerikanischer Surfer
- 1992: Dominique Richardson, US-amerikanische Fußballspielerin
- 1993: Sarina Dijas, kasachische Tennisspielerin
- 1993: Chiaki Tomita, japanische Ruderin
- 1994: Pascal Wehrlein, deutscher Automobilrennfahrer
- 1995: Siri Wiedenbusch, deutsche Schauspielerin und Synchronsprecherin
- 1996: Olivia Burkhart,  deutsche Schauspielerin
- 1996: Christoph Seifriedsberger, österreichischer Ruderer
- 1996: Noël Studer, Schweizer Schachspieler
- 1998: Takaaki Sugino, japanischer Turner
- 1999: John Brown, englischer Dartspieler
- 1999: Lukas Kemesis, litauischer DJ und Musikproduzent

### 21. Jahrhundert
- 2001: Li Tianma, chinesischer Freestyle-Skier
- 2003: Sophie Kothbauer, österreichische Skispringerin
- 2003: Wiktorija Onoprijenko, ukrainische Rhythmische Sportgymnastin

## Gestorben

### Vor dem 17. Jahrhundert
- 0031: Lucius Aelius Seianus, römischer Politiker
- 0033: Agrippina die Ältere, römische Adlige
- 0707: Johannes VII., Papst
- 0950: Ebergisl, Bischof von Minden
- 0950: al-Qahir, Kalif der Abbasiden
- 1035: Sancho III., König von Navarra
- 1059: Burchard I. von Halberstadt, deutscher Kleriker und Politiker, Bischof von Halberstadt
- 1060: Al-Basasiri, türkischer General der Abbasiden
- 1081: Konstantios Dukas, byzantinischer Mitkaiser
- 1101: Hugo von Vermandois, Bruder von König Philipp I. von Frankreich und Kreuzfahrer
- 1141: Leopold IV., Herzog von Bayern und Markgraf von Österreich
- 1161: Bruno, Bischof von Hildesheim
- 1177: Udalrich II., Herzog zu Olmütz
- 1214: John de Gray, Bischof von Norwich
- 1245: Ibn Yaʿīsch, arabischer Grammatiker
- 1312: Bettino Cassinelli, französischer Hofbeamter
- 1323: John Grey, 2. Baron Grey of Wilton, englischer Adeliger
- 1340: Heinrich von Friemar, deutscher Theologieprofessor und Schriftsteller
- 1361: John Fitzwalter, 3. Baron Fitzwalter, englischer Adeliger
- 1375: Cansignorio della Scala, Herr von Verona
- 1375: Peter Lacy, englischer Geistlicher und Lordsiegelbewahrer
- 1376: Markwart VII. von Grünenberg, Abt des Klosters Einsiedeln
- 1383: Raban Truchseß von Wilburgstetten, Bischof von Eichstätt
- 1417: Gregor XII., Papst von 1406 bis 1415
- 1425: Jan Hvězda z Vícemilic, böhmischer Heerführer
- 1442: Johann von Portugal, portugiesischer Adliger, Herzog von Aveiro
- 1445: Laudomia Piccolomini, italienische Adlige
- 1470: John Tiptoft, 1. Earl of Worcester, englischer Staatsmann
- 1503: Pius III., Papst
- 1511: Philippe de Commynes, französischer Diplomat und Historiker sowie Berater der Könige Ludwig XI. und Karl VIII.
- 1528: Michael Anton, Markgraf von Saluzzo
- 1531: Fadrique Álvarez de Toledo, 2. Herzog von Alba, kastilischer Adliger
- 1539: Edmund Braye, 1. Baron Braye, englischer Adeliger
- 1541: Margaret Tudor, Königin von Schottland
- 1547: Jacopo Sadoleto, italienischer Kardinal, Humanist und katholischer Reformer
- 1558: Gottschalk von Wickede, Lübecker Ratsherr und Diplomat
- 1563: Heinrich Brömse, Lübecker Ratsherr
- 1564: Johannes Acronius Frisius, westfriesischer Gelehrter, Arzt, Astronom und Mathematiker
- 1570: Manuel da Nobrega, portugiesischer Jesuit, Theologe, Missionar und Schriftsteller
- 1572: John Erskine, 18. Earl of Mar, schottischer Adeliger
- 1590: Philipp, Herzog von Schleswig-Holstein-Gottorf
- 1595: Alvaro de Mendaña de Neyra, spanischer Entdecker und Seefahrer
- 1596: Hermann tom Ring, deutscher Maler
- 1599: Daniel Adam z Veleslavína, böhmischer Schriftsteller, Historiker und Verleger

### 17. und 18. Jahrhundert
- 1604: Igram van Achelen, friesischer Politiker
- 1606: Johann VI., Graf von Nassau-Dillenburg und Regent von Gelderland
- 1630: Volkert Overlander, Amsterdamer Bürgermeister
- 1634: Hans Ulrich von Eggenberg, Herzog von Krumau, erster Reichsfürst von EgKönigin von Schottlandberg
- 1637: Foppe van Aitzema, Braunschweiger Jurist und Politiker
- 1637: Peter Heinrich von Stralendorf, Reichsvizekanzler des Heiligen Römischen Reiches
- 1638: Georg Nymmann, deutscher Mediziner
- 1656: Gerta die Boltin, Opfer der Hexenverfolgung in Canstein
- 1656: Susanne Weber, Opfer der Hexenverfolgung in Wildungen
- 1661: Antoine Léger der Ältere, französisch-schweizerischer evangelischer Geistlicher und Hochschullehrer
- 1667: Fasilides, Kaiser von Äthiopien
- 1678: Jacob Jordaens, flämischer Maler
- 1691: Christian I., Herzog von Sachsen-Merseburg
- 1708: Heinrich von Nassau-Ouwerkerk, niederländischer Militär
- 1714: Takemoto Gidayū, japanischer Jōruri-Sänger, Gründer eines Bunraku-Theaters und Begründer des nach ihm genannten Musikstils Gidayū-bushi
- 1724: Johann Osiander, deutscher Philologe, Diplomat und lutherischer Theologe
- 1724: Johann Leopold Donat von Trautson, Reichsgraf von Falkenstein, Freiherr zu Sprechenstein, Erzieher, Kammerherr und Obersthofmeister Josephs I.
- 1728: Peter Frederik Suhm, norwegischer Historiker
- 1728: August Wilhelm von Vietinghoff, königlich preußischer Generalleutnant
- 1739: Jacob Wittich, deutscher Philosoph und Mathematiker
- 1744: Sarah Churchill, Duchess of Marlborough, englische Adelige und Vertraute von Königin Anne
- 1759: Louis de Caix d’Hervelois, französischer Gambist und Komponist
- 1769: Yohannes II., Kaiser von Äthiopien
- 1779: Leonard Offerhaus, deutscher Historiker in den Niederlanden

### 19. Jahrhundert
- 1806: Friedrich Wilhelm Carl von Schmettau, deutscher Kartograf
- 1817: Gomes Freire de Andrade, portugiesischer General
- 1817: Étienne-Nicolas Méhul, französischer Komponist
- 1820: Jacques-Victor Henri, Kronprinz von Nord-Haiti
- 1827: Heinrich Alken, deutscher Bildhauer und Maler
- 1839: François-Josèphe Kinson, flämischer Maler
- 1841: Eberhard Gottlieb Graff, deutscher Sprachforscher
- 1845: Jean Dominique Comte de Cassini, französischer Kartograf und Astronom
- 1857: Karl Wüstefeld, deutscher Rektor, Organist und Heimatforscher
- 1858: Wilhelm Lang, deutscher Orgelbauer
- 1860: Jose Marques Casimiro de Abreu, brasilianischer Lyriker
- 1864: Jacques François Gallay, französischer Hornist
- 1865: Henry John Temple, 3. Viscount Palmerston, britischer Politiker

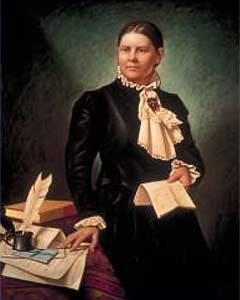
Lucy Stone († 1893)

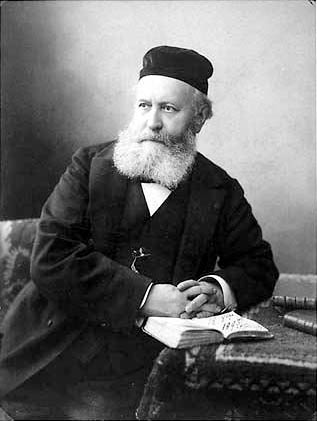
Charles Gounod († 1893)

- 1866: Philipp Franz von Siebold, deutscher Arzt, Japan- und Naturforscher, Ethnologe, Pflanzensammler und Botaniker
- 1868: Mongkut (Rama IV.), König von Siam
- 1869: Simon Jenko, slowenischer Dichter
- 1871: Charles Babbage, englischer Mathematiker, Philosoph, Erfinder und politischer Ökonom
- 1871: Karl Friederichs, deutscher Archäologe
- 1877: Adolf Christ, Schweizer Politiker
- 1883: Reinhard Friedrich von Adelebsen, deutscher Politiker
- 1884: Wilhelm von Braunschweig, letzter Welfe des Neuen Hauses Braunschweig auf dem Braunschweigischen Thron
- 1885: Christian Johann Heinrich Schmidt, deutscher Lokomotivführer
- 1887ː Barbara Bayer, Bäckerin und Erstproduzentin der Karlsbader Oblaten
- 1888: Alessandro Antonelli, italienischer Architekt
- 1888: Albert Zimmermann, deutscher Maler
- 1889: Antonio Meucci, US-amerikanischer Erfinder italienischer Abstammung
- 1890: Friedrich Wilhelm August Carl von Arnim, preußischer Verwaltungsbeamter
- 1891: Adolf Rösicke, deutscher Theaterschauspieler und -direktor
- 1893: Charles Gounod, französischer Komponist
- 1893: Lucy Stone, US-amerikanische Reformerin, Frauenrechtlerin, Abolitionistin und Publizistin
- 1893: Johann Rudolf von Toggenburg, Schweizer Jurist und Politiker
- 1894: Wilhelm Lenk von Wolfsberg, k. u. k. Feldzeugmeister und Naturwissenschaftler
- 1898: Lucien Anderson, US-amerikanischer Politiker

### 20. Jahrhundert

#### 1901–1950
- 1902: Carl Spindler, deutscher Unternehmer
- 1910: Alfons Auer, deutscher Politiker
- 1911: Johann Hinrich Angelbeck, deutscher Politiker
- 1911: Alfred Binet, französischer Pädagoge und Psychologe
- 1911ː Marie Collart, belgische Malerin
- 1913: Dinuzulu, König der Zulu
- 1915: Karl Eugen Neumann, österreichischer Übersetzer, Wegbereiter des Buddhismus im deutschsprachigen Raum
- 1916: Otto Dammer, deutscher Schriftsteller und Publizist
- 1917: Ruth Gentry, US-amerikanische Mathematikerin
- 1918: Koloman Moser, österreichischer Maler, Grafiker und Kunsthandwerker
- 1919: William Waldorf Astor, US-amerikanisch-britischer Finanzier, Politiker, Diplomat und Adliger
- 1920: Luis Jorge Fontana, argentinischer Militär, Politiker, Naturforscher und Schriftsteller
- 1920: Otto Lemm, deutscher Unternehmer
- 1921: Ulrich Kreusler, deutscher Agrikulturchemiker
- 1921: Ludwig III., deutscher Adliger, letzter König von Bayern
- 1923: Heinrich Kern, Schweizer Landwirt und Politiker
- 1923ː Adolphine von Rohr, Äbtissin des Klosters Stift zum Heiligengrabe
- 1924: Franz Schrader, französischer Kartograph und Alpinist
- 1931: Ernest Robinson Ackerman, US-amerikanischer Politiker, Mitglied des Repräsentantenhauses für New Jersey

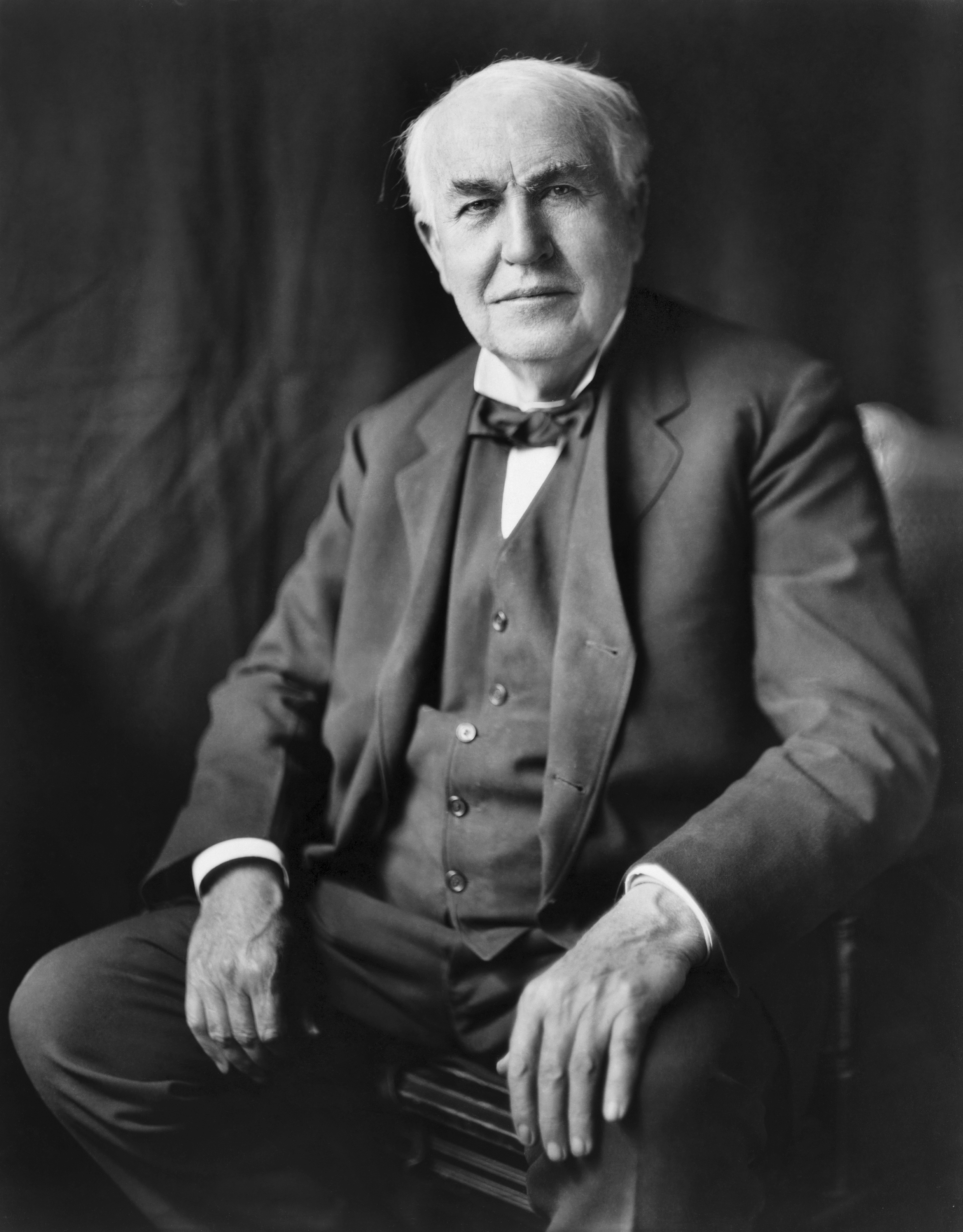
Thomas Alva Edison († 1931)

- 1931: Thomas Alva Edison, US-amerikanischer Erfinder und Unternehmer (Elektrizität und Elektrotechnik)
- 1931: Lesser Ury, deutscher Maler
- 1933: Albert von Trentini, österreichischer Schriftsteller
- 1934: Thies Hinrich Engelbrecht, deutscher Agrargeograph
- 1934: Rudolf von Tavel, Schweizer Journalist und Schriftsteller
- 1940: Hans Vollenweider, Schweizer Straftäter
- 1944ː Esther Cohn, deutsches Holocaustopfer, deren Tagebuch zugänglich ist
- 1944ː Gisi Fleischmann, slowakische Widerstandskämpferin, Holocaustopfer
- 1944: Viktor Ullmann, österreichisch-tschechischer Komponist, Dirigent und Pianist
- 1948: Karl Gustav Vollmoeller, deutscher Archäologe und Dichter, Dramatiker und Drehbuchautor
- 1950: Eugen Neufeld, österreichischer Schauspieler

#### 1951–2000
- 1951: Philipp Friedrich Wilhelm Abegg, deutscher Verwaltungsbeamter
- 1952: Rudolf zur Bonsen, deutscher Verwaltungsjurist und Regierungspräsident
- 1953: Federico Gerdes, peruanischer Komponist, Dirigent und Pianist
- 1953: Hector Pellerin, kanadischer Sänger, Schauspieler und Entertainer
- 1955: José Ortega y Gasset, spanischer Philosoph, Soziologe und Essayist
- 1956: Grosvenor Atterbury, US-amerikanischer Architekt, Stadtplaner und Schriftsteller
- 1959: Boughera El-Ouafi, algerischer Leichtathlet
- 1959: Helmuth Gmelin, deutscher Schauspieler und Theaterleiter
- 1961: Rodolphe Rubattel, Schweizer Politiker
- 1961: Wilhelm Boden, deutscher Jurist und Politiker, MdL, erster Ministerpräsident von Rheinland-Pfalz
- 1961: Hans Heinz Theyer, österreichischer Kameramann
- 1962: Barend Coenraad Petrus Jansen, niederländischer Chemiker
- 1963: Constance Worth, australische Schauspielerin
- 1964: Guglielmo Carubbi, italienischer Ruderer
- 1965: Frank Hutchens, neuseeländischer Komponist
- 1965: Hans Zulliger, Schweizer Volksschullehrer

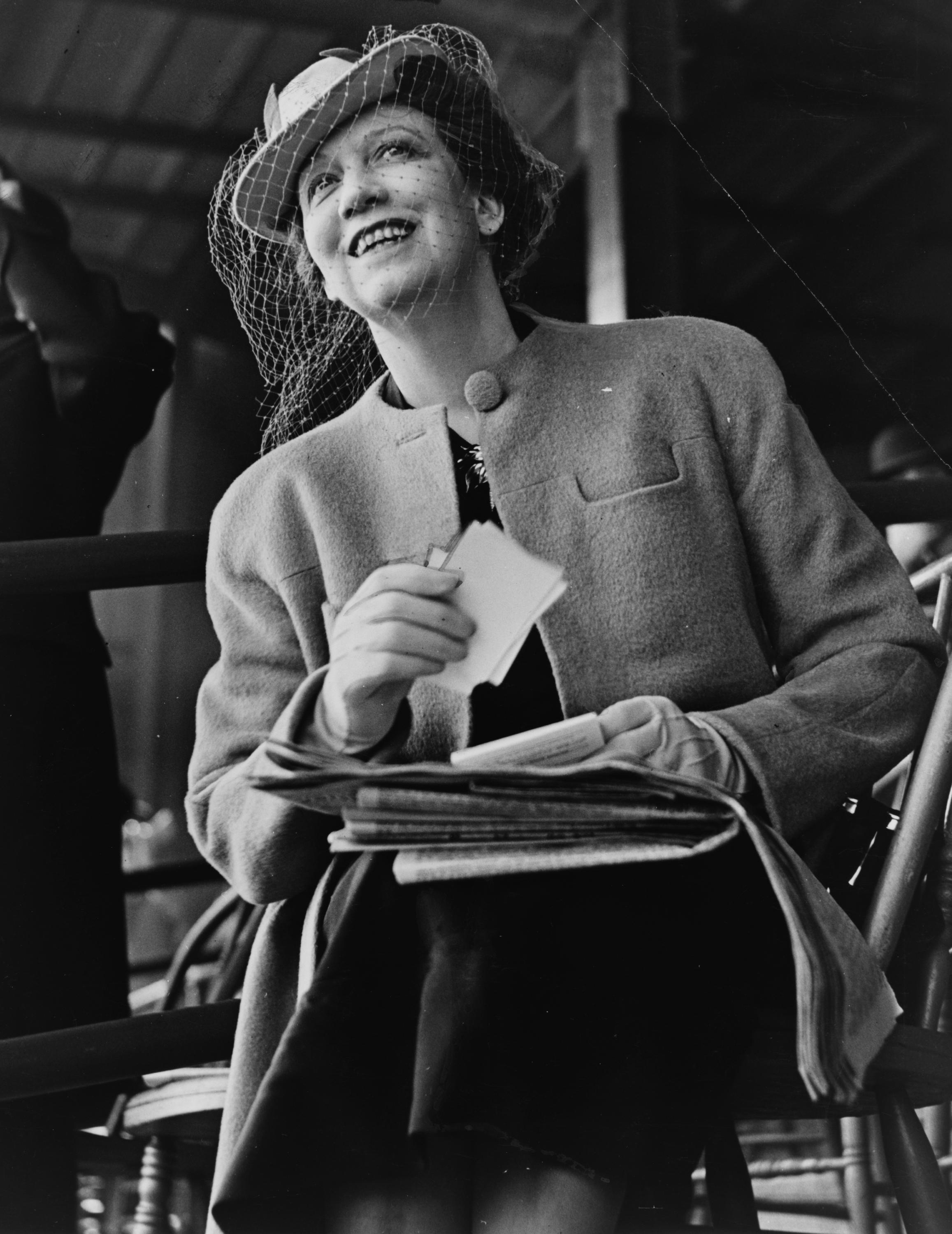
Elizabeth Arden († 1966)

- 1966: Elizabeth Arden, US-amerikanische Unternehmerin
- 1967: Wilhelm Schwinn, deutscher Politiker im Nationalsozialismus
- 1969: Hans Stieber, deutscher Dirigent, Komponist und Geiger
- 1970: Zeid bin Hussein, irakischer Diplomat
- 1972: Richard Sanders, US-amerikanischer Ringer
- 1973: Walt Kelly, US-amerikanischer Trickfilm- und Comiczeichner
- 1973: Hans Schwippert, deutscher Architekt
- 1974: Gil Duggan, US-amerikanischer American-Football-Spieler
- 1976: Count Ossie, jamaikanischer Schlagzeuger und Bandleader
- 1976: Pedro Sanjuán, spanischer Komponist und Dirigent
- 1977: Zohair Youssif Akache, palästinensischer Terrorist
- 1977: Andreas Baader, deutscher Terrorist (RAF)
- 1977: Gudrun Ensslin, deutsche Terroristin (RAF)
- 1977: Jan-Carl Raspe, deutscher Terrorist (RAF)
- 1977: Hanns Martin Schleyer, deutscher Jurist und Arbeitgeberpräsident
- 1978: Anna Maria Simundt, deutsche Theaterschauspielerin, Rezitatorin, Sprechpädagogin und Schriftstellerin
- 1979: Hellmuth von Hase, deutscher Verleger
- 1979: Kathi Hock, deutsche Bildhauerin
- 1979: Hans Seigewasser, deutscher Politiker, Widerstandskämpfer gegen den Nationalsozialismus
- 1980: Hans Ehard, deutscher Jurist und Politiker, Landesminister, Ministerpräsident
- 1983: Barbara Karinska, US-amerikanische Kostümbildnerin
- 1984: Jon-Erik Hexum, US-amerikanischer Schauspieler
- 1985: Stefan Askenase, belgisch-polnischer Pianist
- 1985: Medardo Galli, italienischer Ruderer
- 1990: Heinz Oskar Vetter, deutscher Gewerkschafter
- 1991: Gunnar Sønstevold, norwegischer Komponist
- 1992: Christa Lehmann, deutsche Schauspielerin und Theaterregisseurin
- 1993: Peter Haasen, deutscher Metallphysiker
- 1994: Lee Allen, US-amerikanischer R&B-Saxophonist
- 1994: Eberhard Feik, deutscher Schauspieler
- 1994: Else Klink, deutsche Leiterin der Ausbildungsstätte für Eurythmie
- 1994: Max Müller, deutscher Philosoph
- 1996: Hans Drachsler, deutscher Politiker, MdB, MdL
- 1996: Otto Heinrich Kühner, deutscher Schriftsteller
- 1997: Adolf Schröter, deutscher Porträt- und Landschaftsmaler
- 1998: Erhard Theodor Astler, deutscher Maler, Grafiker und Zeichner
- 1999: John Cannon, kanadischer Autorennfahrer
- 1999: Werner Georg Haverbeck, deutscher Theologe
- 2000ː Gwen Verdon, US-amerikanische Schauspielerin

### 21. Jahrhundert
- 2001: János Kulka, ungarischer Dirigent und Komponist
- 2002: Frederick Kanfer, österreichisch-US-amerikanischer Psychologe, Verhaltenstherapeut
- 2003: Manuel Vázquez Montalbán, spanischer Schriftsteller und Journalist
- 2004: Ilija Džuvalekovski, mazedonischer Schauspieler
- 2004: Fermin Rocker, britischer Maler und Anarchist
- 2004: K. M. Veerappan, indischer Verbrecher
- 2005: Marietheres Angerpointner, deutsche Schauspielerin
- 2005: Alexander Nikolajewitsch Jakowlew, sowjetischer Politiker
- 2005: Heinrich Nettesheim, deutscher Ringer
- 2005: Franz Schillinger, deutscher Komponist und Gitarrist
- 2006: Marc Hodler, Schweizer Sportfunktionär und Mitglied des IOC
- 2006: Snooky Pryor, US-amerikanischer Blues-Sänger und Mundharmonikaspieler
- 2008: Dee Dee Warwick, US-amerikanische Soul-Sängerin
- 2009: Barbara Ratthey, deutsche Schauspielerin und Synchronsprecherin
- 2009: Nancy Spero, US-amerikanische Künstlerin
- 2010: Joachim Herz, deutscher Opernintendant und -regisseur
- 2011: Friedrich Kittler, deutscher Literaturwissenschaftler und Medientheoretiker
- 2012: David S. Ware, US-amerikanischer Jazz-Saxofonist
- 2014: Peter Radszuhn, deutscher Musikjournalist
- 2015: Luiz Olavo Baptista, brasilianischer Jurist, Hochschullehrer und Mitglied des Appellate Body der WTO (* 1938)
- 2016: Dieter Hömig, deutscher Verfassungsrichter
- 2018: Raúl Marrero, puerto-ricanischer Cantautor
- 2019: Gerhard Menk, deutscher Archivar und Landeshistoriker
- 2020: René Felber, Schweizer Politiker
- 2020: Tomás Herrera, kubanischer Basketballspieler
- 2020: David Kushnir, israelischer Leichtathlet und Fußballspieler
- 2021: Edita Gruberová, slowakische Opernsängerin
- 2021: William Lucking, US-amerikanischer Film- und Theaterschauspieler
- 2021: Colin Powell, US-amerikanischer Politiker und Außenminister der Vereinigten Staaten
- 2022: Ole Ellefsæter, norwegischer Skilangläufer und Leichtathlet
- 2024: Klaus Möbius, deutscher Physiker
- 2024: Laurence Traiger, US-amerikanischer Komponist

## Feier- und Gedenktage
- Kirchliche Gedenktage
  - Hl. Lukas, Begleiter des Paulus von Tarsus (evangelisch, anglikanisch, römisch-katholisch, orthodox, armenisch)
  - Asklepiades von Antiochia (römisch-katholisch, orthodox)
- Namenstage
  - Lukas
- Staatliche Feier- und Gedenktage
  - USA: Alaska Day (1867)

Weitere Einträge enthält die Liste von Gedenk- und Aktionstagen.